# 2005-ös IIHF jégkorong-világbajnokság
A 2005-ös IIHF jégkorong-világbajnokságot Ausztriában rendezték április 30. és május 15. között. A mérkőzéseknek két jégcsarnok adott otthont. A címvédő a kanadai válogatott volt. A tornát a cseh csapat nyerte, története során 5. alkalommal.

## Helyszínek
A világbajnokság mérkőzéseit Bécsben és Innsbruckban játszották.
| Wiener Stadthalle | Olympiaworld Innsbruck |
| Férőhely: 16 000  | Férőhely: 7800         |
|                   |                        |

## Résztvevők
A világbajnokságon az alábbi 16 válogatott vett részt. 13 európai, 1 ázsiai és 2 észak-amerikai csapat.
| Ázsia - Kazahsztán* Európa - Ausztria† - Csehország* - Dánia* - Fehéroroszország^ - Finnország* - Lettország | - Németország* - Oroszország* - Szlovénia^ - Szlovákia* - Svédország* - Svájc* - Ukrajna* Észak-Amerika - Kanada* - Egyesült Államok* |  |

* = A 2004-es IIHF jégkorong-világbajnokság első 14 helyének valamelyikén végzett.
^ = A 2004-es IIHF divízió I-es jégkorong-világbajnokság feljutói
† = Rendező

## Csoportkör
A 16 csapatot négy darab, egyenként négy csapatból álló csoportba osztották. A csoportokból az első három helyezett jutott tovább a középdöntőbe.
| Jelmagyarázat                 |
| ----------------------------- |
| Bejutott a középdöntőbe.      |
| A 13–16. helyért játszhatott. |

### A csoport
| Csapat           | M | Gy | D | V | G+ | G- | Gk  | P |
| ---------------- | - | -- | - | - | -- | -- | --- | - |
| Szlovákia        | 3 | 2  | 1 | 0 | 13 | 5  | +8  | 5 |
| Oroszország      | 3 | 2  | 1 | 0 | 9  | 5  | +4  | 5 |
| Fehéroroszország | 3 | 1  | 0 | 2 | 6  | 4  | +2  | 2 |
| Ausztria         | 3 | 0  | 0 | 3 | 3  | 17 | –14 | 0 |

| 2005. április 30. 16:15 | Oroszország | 4–2 (1–1, 1–0, 2–1) | Ausztria | Wiener Stadthalle, Bécs Nézőszám: 8024 |

| Jegyzőkönyv | Jegyzőkönyv      | Jegyzőkönyv                             | Jegyzőkönyv     | Jegyzőkönyv                              |
| --- | ---------------- | --------------------------------------- | --------------- | ---------------------------------------- |
| | Makszim Szokolov | Kapusok                                 | Bernd Brueckler | Játékvezetők: Yuriy Oskirko Rob Matsuoka |
| \| 10:10 – Ovecskin (Malkin) \| 1–0 \| \| \| \| 1–1 \| 15:48 – Setzinger (Kalt, Viveiros) (PP) \| \| 23:10 – Haritonov (SH) \| 2–1 \| \| \| \| 2–2 \| 47:07 – Divis (Unterluggauer) \| \| 56:18 – Kovaljov (Markov) \| 3–2 \| \| \| 59:51 – Kovalcsuk (EN) \| 4–2 \| \| |                  |                                         |                 | Játékvezetők: Yuriy Oskirko Rob Matsuoka |
| 14 perc | Büntetések       | 12 perc                                 |                 | Játékvezetők: Yuriy Oskirko Rob Matsuoka |
| 36 | Lövések          | 25                                      |                 | Játékvezetők: Yuriy Oskirko Rob Matsuoka |
| 10:10 – Ovecskin (Malkin) | 1–0              |                                         |                 | Játékvezetők: Yuriy Oskirko Rob Matsuoka |
| | 1–1              | 15:48 – Setzinger (Kalt, Viveiros) (PP) |                 | Játékvezetők: Yuriy Oskirko Rob Matsuoka |
| 23:10 – Haritonov (SH) | 2–1              |                                         |                 | Játékvezetők: Yuriy Oskirko Rob Matsuoka |
| | 2–2              | 47:07 – Divis (Unterluggauer)           |                 |                                          |
| 56:18 – Kovaljov (Markov) | 3–2              |                                         |                 |                                          |
| 59:51 – Kovalcsuk (EN) | 4–2              |                                         |                 |                                          |

| 2005. április 30. 20:15 | Szlovákia | 2–1 (0–0, 0–0, 2–1) | Fehéroroszország | Wiener Stadthalle, Bécs Nézőszám: 8025 |

| Jegyzőkönyv | Jegyzőkönyv | Jegyzőkönyv                 | Jegyzőkönyv  | Jegyzőkönyv               |
| --- | ----------- | --------------------------- | ------------ | ------------------------- |
| | Jan Lasak   | Kapusok                     | Andrei Mezin | Játékvezető: Brent Reiber |
| \| 41:45 – Hossa (Gaborik, Demitra) \| 1–0 \| \| \| \| 1–1 \| 43:26 – Koltsov (Grabovski) \| \| 56:32 – Gaborik (Hossa) \| 2–1 \| \| |             |                             |              | Játékvezető: Brent Reiber |
| 10 perc | Büntetések  | 4 perc                      |              | Játékvezető: Brent Reiber |
| 52 | Lövések     | 19                          |              | Játékvezető: Brent Reiber |
| 41:45 – Hossa (Gaborik, Demitra) | 1–0         |                             |              | Játékvezető: Brent Reiber |
| | 1–1         | 43:26 – Koltsov (Grabovski) |              | Játékvezető: Brent Reiber |
| 56:32 – Gaborik (Hossa) | 2–1         |                             |              | Játékvezető: Brent Reiber |

| 2005. május 2. 16:15 | Szlovákia | 3–3 (1–0, 1–2, 1–1) | Oroszország | Wiener Stadthalle, Bécs Nézőszám: 7800 |

| Jegyzőkönyv | Jegyzőkönyv | Jegyzőkönyv                       | Jegyzőkönyv      | Jegyzőkönyv                   |
| --- | ----------- | --------------------------------- | ---------------- | ----------------------------- |
| | Jan Lasak   | Kapusok                           | Makszim Szokolov | Játékvezető: Hannu Henriksson |
| \| 12:57 – Palffy (Strbak) (PP) \| 1–0 \| \| \| 29:23 – Hossa (Stumpel, Strbak) (PP) \| 2–0 \| \| \| \| 2–1 \| 29:45 – Nyeprjajev (Antipov) \| \| \| 2–2 \| 32:22 – Markov (Karpovtsev) (PP2) \| \| 41:27 – Visnovsky (Palffy, Orszagh) (PP) \| 3–2 \| \| \| \| 3–3 \| 57:39 – Kozlov (Kovalcsuk) \| |             |                                   |                  | Játékvezető: Hannu Henriksson |
| 10 perc | Büntetések  | 14 perc                           |                  | Játékvezető: Hannu Henriksson |
| 22 | Lövések     | 41                                |                  | Játékvezető: Hannu Henriksson |
| 12:57 – Palffy (Strbak) (PP) | 1–0         |                                   |                  | Játékvezető: Hannu Henriksson |
| 29:23 – Hossa (Stumpel, Strbak) (PP) | 2–0         |                                   |                  | Játékvezető: Hannu Henriksson |
| | 2–1         | 29:45 – Nyeprjajev (Antipov)      |                  | Játékvezető: Hannu Henriksson |
| | 2–2         | 32:22 – Markov (Karpovtsev) (PP2) |                  |                               |
| 41:27 – Visnovsky (Palffy, Orszagh) (PP) | 3–2         |                                   |                  |                               |
| | 3–3         | 57:39 – Kozlov (Kovalcsuk)        |                  |                               |

| 2005. május 2. 20:15 | Fehéroroszország | 5–0 (1–0, 2–0, 2–0) | Ausztria | Wiener Stadthalle, Bécs Nézőszám: 7691 |

| Jegyzőkönyv | Jegyzőkönyv  | Jegyzőkönyv | Jegyzőkönyv     | Jegyzőkönyv              |
| --- | ------------ | ----------- | --------------- | ------------------------ |
| | Andrei Mezin | Kapusok     | Bernd Brueckler | Játékvezető: Milan Minar |
| \| 14:41 – Grabovski (Mikulchik, Koltsov) (PP) \| 1–0 \| \| \| 29:34 – Grabovski (Koltsov, Tsyplakov) \| 2–0 \| \| \| 38:58 – Zadelenov (Svita, Skabelka) \| 3–0 \| \| \| 44:19 – Grabovski (Koltsov, Bashko) (PP) \| 4–0 \| \| \| 49:43 – Grabovski (Erkovich, Tsyplakov) (PP) \| 5–0 \| \| |              |             |                 | Játékvezető: Milan Minar |
| 14 perc | Büntetések   | 18 perc     |                 | Játékvezető: Milan Minar |
| 31 | Lövések      | 29          |                 | Játékvezető: Milan Minar |
| 14:41 – Grabovski (Mikulchik, Koltsov) (PP) | 1–0          |             |                 | Játékvezető: Milan Minar |
| 29:34 – Grabovski (Koltsov, Tsyplakov) | 2–0          |             |                 | Játékvezető: Milan Minar |
| 38:58 – Zadelenov (Svita, Skabelka) | 3–0          |             |                 | Játékvezető: Milan Minar |
| 44:19 – Grabovski (Koltsov, Bashko) (PP) | 4–0          |             |                 |                          |
| 49:43 – Grabovski (Erkovich, Tsyplakov) (PP) | 5–0          |             |                 |                          |

| 2005. május 4. 16:15 | Oroszország | 2–0 (0–0, 1–0, 1–0) | Fehéroroszország | Wiener Stadthalle, Bécs Nézőszám: 7037 |

| Jegyzőkönyv | Jegyzőkönyv    | Jegyzőkönyv | Jegyzőkönyv  | Jegyzőkönyv                  |
| --- | -------------- | ----------- | ------------ | ---------------------------- |
| | Sergei Zvyagin | Kapusok     | Andrei Mezin | Játékvezető: Richard Schuetz |
| \| 28:22 – Haritonov (Dacjuk, Vyshedkevich) \| 1–0 \| \| \| 51:40 – Vyshedkevich (Markov, Kovaljov) \| 2–0 \| \| |                |             |              | Játékvezető: Richard Schuetz |
| 4 perc | Büntetések     | 6 perc      |              | Játékvezető: Richard Schuetz |
| 33 | Lövések        | 12          |              | Játékvezető: Richard Schuetz |
| 28:22 – Haritonov (Dacjuk, Vyshedkevich)                                                                         | 1–0            |             |              | Játékvezető: Richard Schuetz |
| 51:40 – Vyshedkevich (Markov, Kovaljov)                                                                          | 2–0            |             |              | Játékvezető: Richard Schuetz |

| 2005. május 4. 20:15 | Ausztria | 1–8 (0–1, 0–2, 1–5) | Szlovákia | Wiener Stadthalle, Bécs Nézőszám: 8635 |

| Jegyzőkönyv | Jegyzőkönyv       | Jegyzőkönyv                              | Jegyzőkönyv     | Jegyzőkönyv                   |
| --- | ----------------- | ---------------------------------------- | --------------- | ----------------------------- |
| | Patrick Machreich | Kapusok                                  | Rastislav Stana | Játékvezető: Thomas Andersson |
| \| \| 0–1 \| 2:44 – Gaborik (Hossa, Demitra) \| \| \| 0–2 \| 21:06 – Palffy (Visnovsky, Stana) \| \| \| 0–3 \| 33:52 – Visnovsky (Palffy, Stumpel) (PP) \| \| \| 0–4 \| 42:56 – Hossa (Demitra, Chara) \| \| 48:08 – Unterluggauer (Ulrich, Trattnig) (PP) \| 1–4 \| \| \| \| 1–5 \| 50:28 – Zednik (Strbak, Stumpel) (PP) \| \| \| 1–6 \| 55:04 – Handzus (Satan, Pucher) \| \| \| 1–7 \| 55:28 – Strbak (Visnovsky, Pucher)(PP) \| \| \| 1–8 \| 55:47 – Palffy (Stumpel, Pucher) \| |                   |                                          |                 | Játékvezető: Thomas Andersson |
| 24 perc | Büntetések        | 14 perc                                  |                 | Játékvezető: Thomas Andersson |
| 17 | Lövések           | 49                                       |                 | Játékvezető: Thomas Andersson |
| | 0–1               | 2:44 – Gaborik (Hossa, Demitra)          |                 | Játékvezető: Thomas Andersson |
| | 0–2               | 21:06 – Palffy (Visnovsky, Stana)        |                 | Játékvezető: Thomas Andersson |
| | 0–3               | 33:52 – Visnovsky (Palffy, Stumpel) (PP) |                 | Játékvezető: Thomas Andersson |
| | 0–4               | 42:56 – Hossa (Demitra, Chara)           |                 |                               |
| 48:08 – Unterluggauer (Ulrich, Trattnig) (PP) | 1–4               |                                          |                 |                               |
| | 1–5               | 50:28 – Zednik (Strbak, Stumpel) (PP)    |                 |                               |
| | 1–6               | 55:04 – Handzus (Satan, Pucher)          |                 |                               |
| | 1–7               | 55:28 – Strbak (Visnovsky, Pucher)(PP)   |                 |                               |
| | 1–8               | 55:47 – Palffy (Stumpel, Pucher)         |                 |                               |

### B csoport
| Csapat           | M | Gy | D | V | G+ | G- | Gk  | P |
| ---------------- | - | -- | - | - | -- | -- | --- | - |
| Kanada           | 3 | 3  | 0 | 0 | 17 | 5  | +12 | 6 |
| Egyesült Államok | 3 | 2  | 0 | 1 | 11 | 4  | +7  | 4 |
| Lettország       | 3 | 1  | 0 | 2 | 8  | 10 | –2  | 2 |
| Szlovénia        | 3 | 0  | 0 | 3 | 1  | 18 | –17 | 0 |

| 2005. április 30. 16:15 | Lettország | 4–6 (1–1, 1–4, 2–1) | Kanada | Olympiaworld, Innsbruck Nézőszám: 5344 |

| Jegyzőkönyv | Jegyzőkönyv                    | Jegyzőkönyv                            | Jegyzőkönyv    | Jegyzőkönyv                  |
| --- | ------------------------------ | -------------------------------------- | -------------- | ---------------------------- |
| | Edgars Masalskis / Arturs Irbe | Kapusok                                | Martin Brodeur | Játékvezető: Richard Schuetz |
| \| \| 0–1 \| 2:55 – Morrison (Redden, Marleau) (PP) \| \| 3:29 – Semjonovs (Nizivijs, Tambijevs) \| 1–1 \| \| \| \| 1–2 \| 27:49 – Thornton (Nash) (PP) \| \| 30:55 – Ankipans (Sprukts, Macijevskis) \| 2–2 \| \| \| \| 2–3 \| 34:00 – Nash (PP) \| \| \| 2–4 \| 35:32 – Marleau (Heatley) (PP) \| \| \| 2–5 \| 36:50 – Nash (Boyle, Thornton) \| \| 46:16 – Sprukts (Ignatjevs, Ankipans) (PP) \| 3–5 \| \| \| 49:00 – Skrastins (Sirokovs, Pantelejevs) \| 4–5 \| \| \| \| 4–6 \| 54:17 – Nash (Gagne, Thornton) \| |                                |                                        |                | Játékvezető: Richard Schuetz |
| 8 perc | Büntetések                     | 14 perc                                |                | Játékvezető: Richard Schuetz |
| 25 | Lövések                        | 46                                     |                | Játékvezető: Richard Schuetz |
| | 0–1                            | 2:55 – Morrison (Redden, Marleau) (PP) |                | Játékvezető: Richard Schuetz |
| 3:29 – Semjonovs (Nizivijs, Tambijevs) | 1–1                            |                                        |                | Játékvezető: Richard Schuetz |
| | 1–2                            | 27:49 – Thornton (Nash) (PP)           |                | Játékvezető: Richard Schuetz |
| 30:55 – Ankipans (Sprukts, Macijevskis) | 2–2                            |                                        |                |                              |
| | 2–3                            | 34:00 – Nash (PP)                      |                |                              |
| | 2–4                            | 35:32 – Marleau (Heatley) (PP)         |                |                              |
| | 2–5                            | 36:50 – Nash (Boyle, Thornton)         |                |                              |
| 46:16 – Sprukts (Ignatjevs, Ankipans) (PP) | 3–5                            |                                        |                |                              |
| 49:00 – Skrastins (Sirokovs, Pantelejevs) | 4–5                            |                                        |                |                              |
| | 4–6                            | 54:17 – Nash (Gagne, Thornton)         |                |                              |

| 2005. május 1. 16:15 | Egyesült Államok | 7–0 (3–0, 2–0, 2–0) | Szlovénia | Olympiaworld, Innsbruck Nézőszám: 4540 |

| Jegyzőkönyv | Jegyzőkönyv   | Jegyzőkönyv | Jegyzőkönyv    | Jegyzőkönyv                     |
| --- | ------------- | ----------- | -------------- | ------------------------------- |
| | Rick DiPietro | Kapusok     | Robert Kristan | Játékvezető: Vyacheslav Bulanov |
| \| 0:31 – Knuble (Cole) \| 1–0 \| \| \| 16:34 – Hall (Legwand) \| 2–0 \| \| \| 18:59 – Parrish (Weight) \| 3–0 \| \| \| 25:48 – Knuble \| 4–0 \| \| \| 27:57 – Halpern (Gionta) \| 5–0 \| \| \| 51:19 – Stastny (Cole) (SH) \| 6–0 \| \| \| 58:34 – Gionta (York) (PP) \| 7–0 \| \| |               |             |                | Játékvezető: Vyacheslav Bulanov |
| 8 perc | Büntetések    | 10 perc     |                | Játékvezető: Vyacheslav Bulanov |
| 38 | Lövések       | 16          |                | Játékvezető: Vyacheslav Bulanov |
| 0:31 – Knuble (Cole) | 1–0           |             |                | Játékvezető: Vyacheslav Bulanov |
| 16:34 – Hall (Legwand) | 2–0           |             |                | Játékvezető: Vyacheslav Bulanov |
| 18:59 – Parrish (Weight) | 3–0           |             |                | Játékvezető: Vyacheslav Bulanov |
| 25:48 – Knuble | 4–0           |             |                |                                 |
| 27:57 – Halpern (Gionta) | 5–0           |             |                |                                 |
| 51:19 – Stastny (Cole) (SH) | 6–0           |             |                |                                 |
| 58:34 – Gionta (York) (PP) | 7–0           |             |                |                                 |

| 2005. május 3. 16:15 | Kanada | 8–0 (3–0, 2–0, 3–0) | Szlovénia | Olympiaworld, Innsbruck Nézőszám: 5370 |

| Jegyzőkönyv | Jegyzőkönyv    | Jegyzőkönyv | Jegyzőkönyv  | Jegyzőkönyv               |
| --- | -------------- | ----------- | ------------ | ------------------------- |
| | Roberto Luongo | Kapusok     | Gaber Glavic | Játékvezető: Rudolf Lauff |
| \| 1:03 – Thornton \| 1–0 \| \| \| 5:08 – Thornton (Gagne) \| 2–0 \| \| \| 13:17 – Morrison (Smyth) \| 3–0 \| \| \| 21:49 – Maltby (Draper) \| 4–0 \| \| \| 32:58 – Gagne (Redden, Thornton) (PP) \| 5–0 \| \| \| 44:53 – Nash (Thornton, Redden) \| 6–0 \| \| \| 46:43 – Morrison (Phillips) \| 7–0 \| \| \| 54:23 – Smyth (Maltby, Draper) \| 8–0 \| \| |                |             |              | Játékvezető: Rudolf Lauff |
| 8 perc | Büntetések     | 10 perc     |              | Játékvezető: Rudolf Lauff |
| 55 | Lövések        | 12          |              | Játékvezető: Rudolf Lauff |
| 1:03 – Thornton | 1–0            |             |              | Játékvezető: Rudolf Lauff |
| 5:08 – Thornton (Gagne) | 2–0            |             |              | Játékvezető: Rudolf Lauff |
| 13:17 – Morrison (Smyth) | 3–0            |             |              | Játékvezető: Rudolf Lauff |
| 21:49 – Maltby (Draper) | 4–0            |             |              |                           |
| 32:58 – Gagne (Redden, Thornton) (PP) | 5–0            |             |              |                           |
| 44:53 – Nash (Thornton, Redden) | 6–0            |             |              |                           |
| 46:43 – Morrison (Phillips) | 7–0            |             |              |                           |
| 54:23 – Smyth (Maltby, Draper) | 8–0            |             |              |                           |

| 2005. május 3. 20:15 | Egyesült Államok | 3–1 (0–1, 1–0, 2–0) | Lettország | Olympiaworld, Innsbruck Nézőszám: 5460 |

| Jegyzőkönyv | Jegyzőkönyv | Jegyzőkönyv                         | Jegyzőkönyv | Jegyzőkönyv                   |
| --- | ----------- | ----------------------------------- | ----------- | ----------------------------- |
| | Ty Conklin  | Kapusok                             | Arturs Irbe | Játékvezető: Vladimir Sindler |
| \| \| 0–1 \| 16:17 – Sprukts (Ankipans, Cipulis) \| \| 33:36 – Weight (Cole) \| 1–1 \| \| \| 47:44 – Parrish (Weight, Cole) (PP) \| 2–1 \| \| \| 59:58 – Parrish (Miller, Weight) \| 3–1 \| \| |             |                                     |             | Játékvezető: Vladimir Sindler |
| 12 perc | Büntetések  | 10 perc                             |             | Játékvezető: Vladimir Sindler |
| 30 | Lövések     | 17                                  |             | Játékvezető: Vladimir Sindler |
| | 0–1         | 16:17 – Sprukts (Ankipans, Cipulis) |             | Játékvezető: Vladimir Sindler |
| 33:36 – Weight (Cole) | 1–1         |                                     |             | Játékvezető: Vladimir Sindler |
| 47:44 – Parrish (Weight, Cole) (PP) | 2–1         |                                     |             | Játékvezető: Vladimir Sindler |
| 59:58 – Parrish (Miller, Weight) | 3–1         |                                     |             |                               |

| 2005. május 5. 16:15 | Szlovénia | 1–3 (0–1, 1–1, 0–1) | Lettország | Olympiaworld, Innsbruck Nézőszám: 6300 |

| Jegyzőkönyv | Jegyzőkönyv  | Jegyzőkönyv                               | Jegyzőkönyv | Jegyzőkönyv              |
| --- | ------------ | ----------------------------------------- | ----------- | ------------------------ |
| | Gaber Glavic | Kapusok                                   | Arturs Irbe | Játékvezető: Milan Minar |
| \| \| 0–1 \| 12:17 – Cipulis (Ankipans, Lavins) (PP) \| \| \| 0–2 \| 25:51 – Tribuncovs (Pantelejevs, Cipruss) \| \| 31:55 – Golicic \| 1–2 \| \| \| \| 1–3 \| 59:35 – Ankipans (Ignatjevs) (EN) \| |              |                                           |             | Játékvezető: Milan Minar |
| 18 perc | Büntetések   | 8 perc                                    |             | Játékvezető: Milan Minar |
| 22 | Lövések      | 39                                        |             | Játékvezető: Milan Minar |
| | 0–1          | 12:17 – Cipulis (Ankipans, Lavins) (PP)   |             | Játékvezető: Milan Minar |
| | 0–2          | 25:51 – Tribuncovs (Pantelejevs, Cipruss) |             | Játékvezető: Milan Minar |
| 31:55 – Golicic | 1–2          |                                           |             | Játékvezető: Milan Minar |
| | 1–3          | 59:35 – Ankipans (Ignatjevs) (EN)         |             |                          |

| 2005. május 5. 20:15 | Kanada | 3–1 (0–0, 2–1, 1–0) | Egyesült Államok | Olympiaworld, Innsbruck Nézőszám: 6307 |

| Jegyzőkönyv | Jegyzőkönyv    | Jegyzőkönyv                 | Jegyzőkönyv   | Jegyzőkönyv               |
| --- | -------------- | --------------------------- | ------------- | ------------------------- |
| | Martin Brodeur | Kapusok                     | Rick DiPietro | Játékvezető: Brent Reiber |
| \| 20:51 – Nash \| 1–0 \| \| \| \| 1–1 \| 25:16 – Knuble (Hauer) (PP) \| \| 31:29 – Nash (Boyle) \| 2–1 \| \| \| 52:22 – Thornton (Nash, Jovanovski) (PP) \| 3–1 \| \| |                |                             |               | Játékvezető: Brent Reiber |
| 14 perc | Büntetések     | 8 perc                      |               | Játékvezető: Brent Reiber |
| 25 | Lövések        | 35                          |               | Játékvezető: Brent Reiber |
| 20:51 – Nash | 1–0            |                             |               | Játékvezető: Brent Reiber |
| | 1–1            | 25:16 – Knuble (Hauer) (PP) |               | Játékvezető: Brent Reiber |
| 31:29 – Nash (Boyle) | 2–1            |                             |               | Játékvezető: Brent Reiber |
| 52:22 – Thornton (Nash, Jovanovski) (PP) | 3–1            |                             |               |                           |

### C csoport
| Csapat     | M | Gy | D | V | G+ | G- | Gk  | P |
| ---------- | - | -- | - | - | -- | -- | --- | - |
| Svédország | 3 | 3  | 0 | 0 | 15 | 3  | +12 | 6 |
| Finnország | 3 | 2  | 0 | 1 | 7  | 7  | 0   | 4 |
| Ukrajna    | 3 | 1  | 0 | 2 | 5  | 8  | –3  | 2 |
| Dánia      | 3 | 0  | 0 | 3 | 2  | 11 | –9  | 0 |

| 2005. április 30. 20:15 | Finnország | 2–1 (1–0, 0–0, 1–1) | Dánia | Olympiaworld, Innsbruck Nézőszám: 5030 |

| Jegyzőkönyv | Jegyzőkönyv     | Jegyzőkönyv                 | Jegyzőkönyv  | Jegyzőkönyv               |
| --- | --------------- | --------------------------- | ------------ | ------------------------- |
| | Fredrik Norrena | Kapusok                     | Peter Hirsch | Játékvezető: Rudolf Lauff |
| \| 18:42 – Karalahti (J. Jokinen, Kapanen) (PP) \| 1–0 \| \| \| 41:43 – Kapanen (Hentunen, Parssinen) \| 2–0 \| \| \| \| 2–1 \| 59:02 – K. Degn (Andreasen) \| |                 |                             |              | Játékvezető: Rudolf Lauff |
| 8 perc | Büntetések      | 10 perc                     |              | Játékvezető: Rudolf Lauff |
| 32 | Lövések         | 15                          |              | Játékvezető: Rudolf Lauff |
| 18:42 – Karalahti (J. Jokinen, Kapanen) (PP) | 1–0             |                             |              | Játékvezető: Rudolf Lauff |
| 41:43 – Kapanen (Hentunen, Parssinen) | 2–0             |                             |              | Játékvezető: Rudolf Lauff |
| | 2–1             | 59:02 – K. Degn (Andreasen) |              | Játékvezető: Rudolf Lauff |

| 2005. május 1. 20:15 | Ukrajna | 2–3 (0–2, 2–0, 0–1) | Svédország | Olympiaworld, Innsbruck Nézőszám: 4061 |

| Jegyzőkönyv | Jegyzőkönyv        | Jegyzőkönyv                                 | Jegyzőkönyv      | Jegyzőkönyv                   |
| --- | ------------------ | ------------------------------------------- | ---------------- | ----------------------------- |
| | Kostyantyn Simchuk | Kapusok                                     | Henrik Lundqvist | Játékvezető: Vladimir Sindler |
| \| \| 0–1 \| 5:17 – Kahnberg (Rhodin, Nordstrom) \| \| \| 0–2 \| 9:07 – K. Jonsson (Rhodin, Alfredsson) (PP) \| \| 26:32 – Savenko (Gunko, Bobrovnikov) \| 1–2 \| \| \| 16:34 – Klymentyev \| 2–2 \| \| \| \| 2–3 \| 50:08 – Alfredsson (Backman, Pahlsson) \| |                    |                                             |                  | Játékvezető: Vladimir Sindler |
| 18 perc | Büntetések         | 6 perc                                      |                  | Játékvezető: Vladimir Sindler |
| 17 | Lövések            | 47                                          |                  | Játékvezető: Vladimir Sindler |
| | 0–1                | 5:17 – Kahnberg (Rhodin, Nordstrom)         |                  | Játékvezető: Vladimir Sindler |
| | 0–2                | 9:07 – K. Jonsson (Rhodin, Alfredsson) (PP) |                  | Játékvezető: Vladimir Sindler |
| 26:32 – Savenko (Gunko, Bobrovnikov) | 1–2                |                                             |                  | Játékvezető: Vladimir Sindler |
| 16:34 – Klymentyev | 2–2                |                                             |                  |                               |
| | 2–3                | 50:08 – Alfredsson (Backman, Pahlsson)      |                  |                               |

| 2005. május 2. 16:15 | Finnország | 4–1 (1–0, 2–1, 1–0) | Ukrajna | Olympiaworld, Innsbruck Nézőszám: 4386 |

| Jegyzőkönyv | Jegyzőkönyv      | Jegyzőkönyv                                | Jegyzőkönyv         | Jegyzőkönyv                  |
| --- | ---------------- | ------------------------------------------ | ------------------- | ---------------------------- |
| | Niklas Backstrom | Kapusok                                    | Konstyantyn Simchuk | Játékvezető: Richard Schuetz |
| \| 8:30 – Niemi (Nummelin, Kallio) (PP) \| 1–0 \| \| \| 23:55 – Peltonen (O. Jokinen, Kallio) \| 2–0 \| \| \| 27:20 – Timonen (Parssinen, Kapanen) \| 3–0 \| \| \| \| 3–1 \| 35:38 – Varlamov (Timchenko, Shakhraychuk) \| \| 57:38 – Hentunen (Karalahti, Kapanen) \| 4–1 \| \| |                  |                                            |                     | Játékvezető: Richard Schuetz |
| 10 perc | Büntetések       | 18 perc                                    |                     | Játékvezető: Richard Schuetz |
| 53 | Lövések          | 20                                         |                     | Játékvezető: Richard Schuetz |
| 8:30 – Niemi (Nummelin, Kallio) (PP) | 1–0              |                                            |                     | Játékvezető: Richard Schuetz |
| 23:55 – Peltonen (O. Jokinen, Kallio) | 2–0              |                                            |                     | Játékvezető: Richard Schuetz |
| 27:20 – Timonen (Parssinen, Kapanen) | 3–0              |                                            |                     | Játékvezető: Richard Schuetz |
| | 3–1              | 35:38 – Varlamov (Timchenko, Shakhraychuk) |                     |                              |
| 57:38 – Hentunen (Karalahti, Kapanen) | 4–1              |                                            |                     |                              |

| 2005. május 2. 20:15 | Svédország | 7–0 (2–0, 3–0, 2–0) | Dánia | Olympiaworld, Innsbruck Nézőszám: 4457 |

| Jegyzőkönyv | Jegyzőkönyv        | Jegyzőkönyv | Jegyzőkönyv      | Jegyzőkönyv               |
| --- | ------------------ | ----------- | ---------------- | ------------------------- |
| | Kostyantyn Simchuk | Kapusok     | Henrik Lundqvist | Játékvezető: Brent Reiber |
| \| 9:33 – D. Sedin (Sundin, Johansson) \| 1–0 \| \| \| 12:58 – Axelsson (Alfredsson, Pahlsson) \| 2–0 \| \| \| 25:29 – D. Sedin (Samuelsson, Norstrom) \| 3–0 \| \| \| 32:29 – Alfredsson (Kronwall) \| 4–0 \| \| \| 38:05 – Kahnberg (Kronwall, Norstrom) \| 5–0 \| \| \| 47:19 – Hedstrom (Zetterberg, Hoglund) \| 6–0 \| \| \| 56:47 – H. Sedin (D. Sedin) \| 7–0 \| \| |                    |             |                  | Játékvezető: Brent Reiber |
| 4 perc | Büntetések         | 4 perc      |                  | Játékvezető: Brent Reiber |
| 49 | Lövések            | 12          |                  | Játékvezető: Brent Reiber |
| 9:33 – D. Sedin (Sundin, Johansson) | 1–0                |             |                  | Játékvezető: Brent Reiber |
| 12:58 – Axelsson (Alfredsson, Pahlsson) | 2–0                |             |                  | Játékvezető: Brent Reiber |
| 25:29 – D. Sedin (Samuelsson, Norstrom) | 3–0                |             |                  | Játékvezető: Brent Reiber |
| 32:29 – Alfredsson (Kronwall) | 4–0                |             |                  |                           |
| 38:05 – Kahnberg (Kronwall, Norstrom) | 5–0                |             |                  |                           |
| 47:19 – Hedstrom (Zetterberg, Hoglund) | 6–0                |             |                  |                           |
| 56:47 – H. Sedin (D. Sedin) | 7–0                |             |                  |                           |

| 2005. május 4. 16:15 | Dánia | 1–2 (0–0, 1–1, 0–1) | Ukrajna | Olympiaworld, Innsbruck Nézőszám: 5623 |

| Jegyzőkönyv | Jegyzőkönyv  | Jegyzőkönyv                                 | Jegyzőkönyv        | Jegyzőkönyv              |
| --- | ------------ | ------------------------------------------- | ------------------ | ------------------------ |
| | Peter Hirsch | Kapusok                                     | Kostyantyn Simchuk | Játékvezető: Rick Looker |
| \| 28:28 – L. Degn (Green) (PP) \| 1–0 \| \| \| \| 1–1 \| 34:57 – Varlamov (Kasianchuk, Shakhraychuk) \| \| \| 1–2 \| 57:48 – Savenko (Bobrovnikov, Semenchenko) \| |              |                                             |                    | Játékvezető: Rick Looker |
| 8 perc | Büntetések   | 12 perc                                     |                    | Játékvezető: Rick Looker |
| 29 | Lövések      | 31                                          |                    | Játékvezető: Rick Looker |
| 28:28 – L. Degn (Green) (PP) | 1–0          |                                             |                    | Játékvezető: Rick Looker |
| | 1–1          | 34:57 – Varlamov (Kasianchuk, Shakhraychuk) |                    | Játékvezető: Rick Looker |
| | 1–2          | 57:48 – Savenko (Bobrovnikov, Semenchenko)  |                    | Játékvezető: Rick Looker |

| 2005. május 4. 20:15 | Svédország | 5–1 (2–1, 2–0, 1–0) | Finnország | Olympiaworld, Innsbruck Nézőszám: 6202 |

| Jegyzőkönyv | Jegyzőkönyv      | Jegyzőkönyv              | Jegyzőkönyv     | Jegyzőkönyv                     |
| --- | ---------------- | ------------------------ | --------------- | ------------------------------- |
| | Henrik Lundqvist | Kapusok                  | Fredrik Norrena | Játékvezető: Vyacheslav Bulanov |
| \| \| 0–1 \| 0:50 – Niemi (Parssinen) \| \| 2:17 – Kronwall (D. Sedin, H. Sedin) \| 1–1 \| \| \| 16:03 – Sundin (H. Sedin, D. Sedin) \| 2–1 \| \| \| 27:11 – Hedstrom (Weinhandl) \| 3–1 \| \| \| 34:40 – Pahlsson (Johansson, Sundin) \| 4–1 \| \| \| 58:18 – Hedstrom (Alfredsson) (PP) \| 5–1 \| \| |                  |                          |                 | Játékvezető: Vyacheslav Bulanov |
| 12 perc | Büntetések       | 18 perc                  |                 | Játékvezető: Vyacheslav Bulanov |
| 36 | Lövések          | 26                       |                 | Játékvezető: Vyacheslav Bulanov |
| | 0–1              | 0:50 – Niemi (Parssinen) |                 | Játékvezető: Vyacheslav Bulanov |
| 2:17 – Kronwall (D. Sedin, H. Sedin) | 1–1              |                          |                 | Játékvezető: Vyacheslav Bulanov |
| 16:03 – Sundin (H. Sedin, D. Sedin) | 2–1              |                          |                 | Játékvezető: Vyacheslav Bulanov |
| 27:11 – Hedstrom (Weinhandl) | 3–1              |                          |                 |                                 |
| 34:40 – Pahlsson (Johansson, Sundin) | 4–1              |                          |                 |                                 |
| 58:18 – Hedstrom (Alfredsson) (PP) | 5–1              |                          |                 |                                 |

### D csoport
| Csapat      | M | Gy | D | V | G+ | G- | Gk | P |
| ----------- | - | -- | - | - | -- | -- | -- | - |
| Csehország  | 3 | 3  | 0 | 0 | 6  | 1  | +5 | 6 |
| Svájc       | 3 | 2  | 0 | 1 | 8  | 5  | +3 | 4 |
| Kazahsztán  | 3 | 1  | 0 | 2 | 3  | 4  | –1 | 2 |
| Németország | 3 | 0  | 0 | 3 | 2  | 9  | –7 | 0 |

| 2005. május 1. 16:15 | Svájc | 1–3 (1–2, 0–0, 0–1) | Csehország | Wiener Stadthalle, Bécs Nézőszám: 7328 |

| Jegyzőkönyv | Jegyzőkönyv   | Jegyzőkönyv                          | Jegyzőkönyv  | Jegyzőkönyv              |
| --- | ------------- | ------------------------------------ | ------------ | ------------------------ |
| | Martin Gerber | Kapusok                              | Tomas Vokoun | Játékvezető: Rick Looker |
| \| \| 0–1 \| 4:52 – Prospal (Kubina, Dvorak) (PP) \| \| \| 0–2 \| 7:31 – Jágr (Prospal, Kubina) (PP) \| \| 12:42 – Blindenbacher (Wichser, Lemm) (PP) \| 1–2 \| \| \| \| 1–3 \| 45:56 – F. Kaberle (Rucinsky) (PP) \| |               |                                      |              | Játékvezető: Rick Looker |
| 16 perc | Büntetések    | 10 perc                              |              | Játékvezető: Rick Looker |
| 23 | Lövések       | 42                                   |              | Játékvezető: Rick Looker |
| | 0–1           | 4:52 – Prospal (Kubina, Dvorak) (PP) |              | Játékvezető: Rick Looker |
| | 0–2           | 7:31 – Jágr (Prospal, Kubina) (PP)   |              | Játékvezető: Rick Looker |
| 12:42 – Blindenbacher (Wichser, Lemm) (PP) | 1–2           |                                      |              | Játékvezető: Rick Looker |
| | 1–3           | 45:56 – F. Kaberle (Rucinsky) (PP)   |              |                          |

| 2005. május 1. 20:15 | Németország | 1–2 (0–2, 1–0, 0–0) | Kazahsztán | Wiener Stadthalle, Bécs Nézőszám: 6676 |

| Jegyzőkönyv | Jegyzőkönyv  | Jegyzőkönyv                                    | Jegyzőkönyv      | Jegyzőkönyv                   |
| --- | ------------ | ---------------------------------------------- | ---------------- | ----------------------------- |
| | Oliver Jonas | Kapusok                                        | Vitaliy Kolesnik | Játékvezető: Thomas Andersson |
| \| \| 0–1 \| 1:24 – Upper (Blokhin, Vladimir Antipin) (PP) \| \| \| 0–2 \| 17:55 – Y. Koreshkov (Koledayev, A. Koreshkov) \| \| 39:32 – Martinec (Fical, Lewandowski) \| 1–2 \| \| |              |                                                |                  | Játékvezető: Thomas Andersson |
| 14 perc | Büntetések   | 14 perc                                        |                  | Játékvezető: Thomas Andersson |
| 35 | Lövések      | 20                                             |                  | Játékvezető: Thomas Andersson |
| | 0–1          | 1:24 – Upper (Blokhin, Vladimir Antipin) (PP)  |                  | Játékvezető: Thomas Andersson |
| | 0–2          | 17:55 – Y. Koreshkov (Koledayev, A. Koreshkov) |                  | Játékvezető: Thomas Andersson |
| 39:32 – Martinec (Fical, Lewandowski) | 1–2          |                                                |                  | Játékvezető: Thomas Andersson |

| 2005. május 3. 16:15 | Kazahsztán | 1–2 (1–1, 0–0, 0–1) | Svájc | Wiener Stadthalle, Bécs Nézőszám: 7500 |

| Jegyzőkönyv | Jegyzőkönyv      | Jegyzőkönyv                     | Jegyzőkönyv   | Jegyzőkönyv               |
| --- | ---------------- | ------------------------------- | ------------- | ------------------------- |
| | Vitaliy Kolesnik | Kapusok                         | Martin Gerber | Játékvezető: Rob Matsuoka |
| \| 6:37 – Litvinenko (Kovalenko) \| 1–0 \| \| \| \| 1–1 \| 10:23 – Fischer (Lemm, Wichser) \| \| \| 1–2 \| 44:14 – Jeannin (Wichser) \| |                  |                                 |               | Játékvezető: Rob Matsuoka |
| 16 perc | Büntetések       | 16 perc                         |               | Játékvezető: Rob Matsuoka |
| 26 | Lövések          | 37                              |               | Játékvezető: Rob Matsuoka |
| 6:37 – Litvinenko (Kovalenko) | 1–0              |                                 |               | Játékvezető: Rob Matsuoka |
| | 1–1              | 10:23 – Fischer (Lemm, Wichser) |               | Játékvezető: Rob Matsuoka |
| | 1–2              | 44:14 – Jeannin (Wichser)       |               | Játékvezető: Rob Matsuoka |

| 2005. május 3. 20:15 | Csehország | 2–0 (1–0, 0–0, 1–0) | Németország | Wiener Stadthalle, Bécs Nézőszám: 8000 |

| Jegyzőkönyv                                                                       | Jegyzőkönyv  | Jegyzőkönyv | Jegyzőkönyv   | Jegyzőkönyv                   |
| --------------------------------------------------------------------------------- | ------------ | ----------- | ------------- | ----------------------------- |
|                                                                                   | Tomas Vokoun | Kapusok     | Robert Müller | Játékvezető: Hannu Henriksson |
| \| 7:22 – Kubina (Jágr, Prospal) (PP) \| 1–0 \| \| \| 53:51 – Sykora \| 2–0 \| \| |              |             |               | Játékvezető: Hannu Henriksson |
| 12 perc                                                                           | Büntetések   | 14 perc     |               | Játékvezető: Hannu Henriksson |
| 32                                                                                | Lövések      | 18          |               | Játékvezető: Hannu Henriksson |
| 7:22 – Kubina (Jágr, Prospal) (PP)                                                | 1–0          |             |               | Játékvezető: Hannu Henriksson |
| 53:51 – Sykora                                                                    | 2–0          |             |               | Játékvezető: Hannu Henriksson |

| 2005. május 5. 16:15 | Csehország | 1–0 (0–0, 1–0, 0–0) | Kazahsztán | Wiener Stadthalle, Bécs Nézőszám: 7041 |

| Jegyzőkönyv                               | Jegyzőkönyv    | Jegyzőkönyv | Jegyzőkönyv      | Jegyzőkönyv               |
| ----------------------------------------- | -------------- | ----------- | ---------------- | ------------------------- |
|                                           | Milan Hnilicka | Kapusok     | Vitaliy Kolesnik | Játékvezető: Rudolf Lauff |
| \| 30:44 – Hemsky (Rucinsky) \| 1–0 \| \| |                |             |                  | Játékvezető: Rudolf Lauff |
| 10 perc                                   | Büntetések     | 16 perc     |                  | Játékvezető: Rudolf Lauff |
| 39                                        | Lövések        | 16          |                  | Játékvezető: Rudolf Lauff |
| 30:44 – Hemsky (Rucinsky)                 | 1–0            |             |                  | Játékvezető: Rudolf Lauff |

| 2005. május 5. 20:15 | Németország | 1–5 (1–1, 0–1, 0–3) | Svájc | Wiener Stadthalle, Bécs Nézőszám: 7900 |

| Jegyzőkönyv | Jegyzőkönyv  | Jegyzőkönyv                                | Jegyzőkönyv   | Jegyzőkönyv                   |
| --- | ------------ | ------------------------------------------ | ------------- | ----------------------------- |
| | Oliver Jonas | Kapusok                                    | Martin Gerber | Játékvezető: Thomas Andersson |
| \| \| 0–1 \| 5:39 – Ivo Rüthemann (Streit) (PP) \| \| 15:10 – Furchner (Lewandowski) \| 1–1 \| \| \| \| 1–2 \| 28:28 – Plüss (Ivo Rüthemann, Streit) (PP) \| \| \| 1–3 \| 48:33 – Fischer (Streit) (PP) \| \| \| 1–4 \| 52:00 – Plüss (Streit, di Pietro) (PP) \| \| \| 1–5 \| 52:55 – Forster (EN) \| |              |                                            |               | Játékvezető: Thomas Andersson |
| 37 perc | Büntetések   | 20 perc                                    |               | Játékvezető: Thomas Andersson |
| 26 | Lövések      | 30                                         |               | Játékvezető: Thomas Andersson |
| | 0–1          | 5:39 – Ivo Rüthemann (Streit) (PP)         |               | Játékvezető: Thomas Andersson |
| 15:10 – Furchner (Lewandowski) | 1–1          |                                            |               | Játékvezető: Thomas Andersson |
| | 1–2          | 28:28 – Plüss (Ivo Rüthemann, Streit) (PP) |               | Játékvezető: Thomas Andersson |
| | 1–3          | 48:33 – Fischer (Streit) (PP)              |               |                               |
| | 1–4          | 52:00 – Plüss (Streit, di Pietro) (PP)     |               |                               |
| | 1–5          | 52:55 – Forster (EN)                       |               |                               |

## Középdöntő
A középdöntő két csoportjába az A és B csoport első három, illetve a C és D csoport első három helyezettje került. Körmérkőzést játszottak a csapatok, de az azonos csoportból érkezők egymással nem, esetükben a már lejátszott egymás elleni eredményüket számították be.
A két csoport első négy helyezettje jutott be az egyenes kieséses szakaszba.
| Jelmagyarázat                           |
| --------------------------------------- |
| Bejutott az egyenes kieséses szakaszba. |
| Kiesett.                                |

### E csoport
| Csapat           | M | Gy | D | V | G+ | G- | Gk  | P |
| ---------------- | - | -- | - | - | -- | -- | --- | - |
| Oroszország      | 5 | 3  | 2 | 0 | 13 | 8  | +5  | 8 |
| Csehország       | 5 | 4  | 0 | 1 | 15 | 5  | +10 | 8 |
| Szlovákia        | 5 | 3  | 1 | 1 | 12 | 11 | +1  | 7 |
| Svájc            | 5 | 2  | 1 | 2 | 9  | 10 | –1  | 5 |
| Fehéroroszország | 5 | 1  | 0 | 4 | 4  | 11 | –7  | 2 |
| Kazahsztán       | 5 | 0  | 0 | 5 | 3  | 11 | –8  | 0 |

| 2005. május 6. 20:15 | Oroszország | 3–3 (2–2, 1–1, 0–0) | Svájc | Wiener Stadthalle, Bécs Nézőszám: 5680 |

| Jegyzőkönyv | Jegyzőkönyv    | Jegyzőkönyv                               | Jegyzőkönyv     | Jegyzőkönyv              |
| --- | -------------- | ----------------------------------------- | --------------- | ------------------------ |
| | Sergei Zvyagin | Kapusok                                   | David Aebischer | Játékvezető: Rick Looker |
| \| \| 0–1 \| 1:43 – Lemm (Fischer, Blindenbacher) (PP) \| \| 2:28 – Dacjuk (Kovaljov) \| 1–1 \| \| \| 5:11 – Kovalcsuk (Zinoviev) (PP) \| 2–1 \| \| \| \| 2–2 \| 8:52 – di Pietro (Pluss) \| \| \| 2–3 \| 22:38 – Streit (di Pietro) (PP2) \| \| 38:26 – Kovaljov (Dacjuk) \| 3–3 \| \| |                |                                           |                 | Játékvezető: Rick Looker |
| 12 perc | Büntetések     | 20 perc                                   |                 | Játékvezető: Rick Looker |
| 33 | Lövések        | 15                                        |                 | Játékvezető: Rick Looker |
| | 0–1            | 1:43 – Lemm (Fischer, Blindenbacher) (PP) |                 | Játékvezető: Rick Looker |
| 2:28 – Dacjuk (Kovaljov) | 1–1            |                                           |                 | Játékvezető: Rick Looker |
| 5:11 – Kovalcsuk (Zinoviev) (PP) | 2–1            |                                           |                 | Játékvezető: Rick Looker |
| | 2–2            | 8:52 – di Pietro (Pluss)                  |                 |                          |
| | 2–3            | 22:38 – Streit (di Pietro) (PP2)          |                 |                          |
| 38:26 – Kovaljov (Dacjuk) | 3–3            |                                           |                 |                          |

| 2005. május 7. 16:15 | Fehéroroszország | 2–0 (0–0, 1–0, 1–0) | Kazahsztán | Wiener Stadthalle, Bécs Nézőszám: 6234 |

| Jegyzőkönyv                                                                                                  | Jegyzőkönyv  | Jegyzőkönyv | Jegyzőkönyv      | Jegyzőkönyv                   |
| --- | ------------ | ----------- | ---------------- | ----------------------------- |
| | Andrei Mezin | Kapusok     | Vitaliy Kolesnik | Játékvezető: Hannu Henriksson |
| \| 29:20 – Erkovich (Zadelenov, Skabelka) (PP) \| 1–0 \| \| \| 59:58 – Koltsov (Tsyplakov) (EN) \| 2–0 \| \| |              |             |                  | Játékvezető: Hannu Henriksson |
| 8 perc | Büntetések   | 10 perc     |                  | Játékvezető: Hannu Henriksson |
| 27 | Lövések      | 37          |                  | Játékvezető: Hannu Henriksson |
| 29:20 – Erkovich (Zadelenov, Skabelka) (PP)                                                                  | 1–0          |             |                  | Játékvezető: Hannu Henriksson |
| 59:58 – Koltsov (Tsyplakov) (EN)                                                                             | 2–0          |             |                  | Játékvezető: Hannu Henriksson |

| 2005. május 7. 20:15 | Szlovákia | 1–5 (0–2, 1–3, 0–0) | Csehország | Wiener Stadthalle, Bécs Nézőszám: 7614 |

| Jegyzőkönyv | Jegyzőkönyv                 | Jegyzőkönyv                             | Jegyzőkönyv  | Jegyzőkönyv                   |
| --- | --------------------------- | --------------------------------------- | ------------ | ----------------------------- |
| | Rastislav Stana / Jan Lasak | Kapusok                                 | Tomas Vokoun | Játékvezető: Thomas Andersson |
| \| \| 0–1 \| 1:49 – Sykora (Hlavac, Fischer) \| \| \| 0–2 \| 14:24 – Straka (Prospal, T. Kaberle) \| \| 27:23 – Strbak (Visnovsky, Palffy) (PP) \| 1–2 \| \| \| \| 1–3 \| 30:51 – T. Kaberle (Vyborny, Jágr) (PP) \| \| \| 1–4 \| 31:31 – Hemsky (Hlavac, Cajanek \| \| \| 1–5 \| 32:23 – Kubina (Jágr, Straka) (PP) \| |                             |                                         |              | Játékvezető: Thomas Andersson |
| 8 perc | Büntetések                  | 12 perc                                 |              | Játékvezető: Thomas Andersson |
| 29 | Lövések                     | 28                                      |              | Játékvezető: Thomas Andersson |
| | 0–1                         | 1:49 – Sykora (Hlavac, Fischer)         |              | Játékvezető: Thomas Andersson |
| | 0–2                         | 14:24 – Straka (Prospal, T. Kaberle)    |              | Játékvezető: Thomas Andersson |
| 27:23 – Strbak (Visnovsky, Palffy) (PP) | 1–2                         |                                         |              | Játékvezető: Thomas Andersson |
| | 1–3                         | 30:51 – T. Kaberle (Vyborny, Jágr) (PP) |              |                               |
| | 1–4                         | 31:31 – Hemsky (Hlavac, Cajanek         |              |                               |
| | 1–5                         | 32:23 – Kubina (Jágr, Straka) (PP)      |              |                               |

| 2005. május 8. 16:15 | Szlovákia | 3–1 (0–0, 2–1, 1–0) | Svájc | Wiener Stadthalle, Bécs Nézőszám: 7522 |

| Jegyzőkönyv | Jegyzőkönyv | Jegyzőkönyv                            | Jegyzőkönyv   | Jegyzőkönyv               |
| --- | ----------- | -------------------------------------- | ------------- | ------------------------- |
| | Jan Lasak   | Kapusok                                | Martin Gerber | Játékvezető: Rob Matsuoka |
| \| \| 0–1 \| 23:49 – Ruthemann (Lemm, Forster) (PP) \| \| 34:34 – Satan (Demitra) (PP) \| 1–1 \| \| \| 38:29 – Hossa (Demitra, Chara) \| 2–1 \| \| \| 44:12 – Palffy (Stumpel, Satan) \| 3–1 \| \| |             |                                        |               | Játékvezető: Rob Matsuoka |
| 6 perc | Büntetések  | 8 perc                                 |               | Játékvezető: Rob Matsuoka |
| 41 | Lövések     | 18                                     |               | Játékvezető: Rob Matsuoka |
| | 0–1         | 23:49 – Ruthemann (Lemm, Forster) (PP) |               | Játékvezető: Rob Matsuoka |
| 34:34 – Satan (Demitra) (PP) | 1–1         |                                        |               | Játékvezető: Rob Matsuoka |
| 38:29 – Hossa (Demitra, Chara) | 2–1         |                                        |               | Játékvezető: Rob Matsuoka |
| 44:12 – Palffy (Stumpel, Satan) | 3–1         |                                        |               |                           |

| 2005. május 8. 20:15 | Csehország | 1–2 (1–0, 0–1, 0–1) | Oroszország | Wiener Stadthalle, Bécs Nézőszám: 7709 |

| Jegyzőkönyv | Jegyzőkönyv  | Jegyzőkönyv                                   | Jegyzőkönyv      | Jegyzőkönyv                   |
| --- | ------------ | --------------------------------------------- | ---------------- | ----------------------------- |
| | Tomas Vokoun | Kapusok                                       | Makszim Szokolov | Játékvezető: Hannu Henriksson |
| \| 16:32 – Vyborny (Jágr, Zidlicky) (PP) \| 1–0 \| \| \| \| 1–1 \| 32:59 – Kovalcsuk (Zinoviev, Ryazantsev) (PP) \| \| \| 1–2 \| 48:12 – Szjomin (Kovalcsuk, Denisov) (PP) \| |              |                                               |                  | Játékvezető: Hannu Henriksson |
| 22 perc | Büntetések   | 12 perc                                       |                  | Játékvezető: Hannu Henriksson |
| 36 | Lövések      | 20                                            |                  | Játékvezető: Hannu Henriksson |
| 16:32 – Vyborny (Jágr, Zidlicky) (PP) | 1–0          |                                               |                  | Játékvezető: Hannu Henriksson |
| | 1–1          | 32:59 – Kovalcsuk (Zinoviev, Ryazantsev) (PP) |                  | Játékvezető: Hannu Henriksson |
| | 1–2          | 48:12 – Szjomin (Kovalcsuk, Denisov) (PP)     |                  | Játékvezető: Hannu Henriksson |

| 2005. május 9. 16:15 | Oroszország | 3–1 (0–0, 3–0, 0–1) | Kazahsztán | Wiener Stadthalle, Bécs Nézőszám: 5520 |

| Jegyzőkönyv | Jegyzőkönyv      | Jegyzőkönyv                     | Jegyzőkönyv                            | Jegyzőkönyv                   |
| --- | ---------------- | ------------------------------- | -------------------------------------- | ----------------------------- |
| | Makszim Szokolov | Kapusok                         | Vitaliy Kolesnik / Sergey Ogureshnikov | Játékvezető: Thomas Andersson |
| \| 23:46 – Dacjuk (Markov, Ovecskin) \| 1–0 \| \| \| 27:42 – Ovecskin (Dacjuk, Kovaljov) \| 2–0 \| \| \| 35:47 – Zinoviev (Kovalcsuk) \| 3–0 \| \| \| \| 3–1 \| 57:38 – Dudarev (Kozlov, Upper) \| |                  |                                 |                                        | Játékvezető: Thomas Andersson |
| 6 perc | Büntetések       | 14 perc                         |                                        | Játékvezető: Thomas Andersson |
| 49 | Lövések          | 19                              |                                        | Játékvezető: Thomas Andersson |
| 23:46 – Dacjuk (Markov, Ovecskin) | 1–0              |                                 |                                        | Játékvezető: Thomas Andersson |
| 27:42 – Ovecskin (Dacjuk, Kovaljov) | 2–0              |                                 |                                        | Játékvezető: Thomas Andersson |
| 35:47 – Zinoviev (Kovalcsuk) | 3–0              |                                 |                                        | Játékvezető: Thomas Andersson |
| | 3–1              | 57:38 – Dudarev (Kozlov, Upper) |                                        |                               |

| 2005. május 9. 20:15 | Svájc | 2–0 (1–0, 0–0, 1–0) | Fehéroroszország | Wiener Stadthalle, Bécs Nézőszám: 5502 |

| Jegyzőkönyv                                                                                           | Jegyzőkönyv   | Jegyzőkönyv | Jegyzőkönyv  | Jegyzőkönyv                   |
| --- | ------------- | ----------- | ------------ | ----------------------------- |
| | Martin Gerber | Kapusok     | Andrei Mezin | Játékvezető: Hannu Henriksson |
| \| 1:55 – Bezina (Jeannin, Fischer) \| 1–0 \| \| \| 59:34 – Ziegler (Streit, Pluss) (EN) \| 2–0 \| \| |               |             |              | Játékvezető: Hannu Henriksson |
| 12 perc                                                                                               | Büntetések    | 14 perc     |              | Játékvezető: Hannu Henriksson |
| 25 | Lövések       | 17          |              | Játékvezető: Hannu Henriksson |
| 1:55 – Bezina (Jeannin, Fischer)                                                                      | 1–0           |             |              | Játékvezető: Hannu Henriksson |
| 59:34 – Ziegler (Streit, Pluss) (EN)                                                                  | 2–0           |             |              | Játékvezető: Hannu Henriksson |

| 2005. május 10. 16:15 | Kazahsztán | 1–3 (1–1, 0–1, 0–1) | Szlovákia | Wiener Stadthalle, Bécs Nézőszám: 5967 |

| Jegyzőkönyv | Jegyzőkönyv         | Jegyzőkönyv                              | Jegyzőkönyv | Jegyzőkönyv              |
| --- | ------------------- | ---------------------------------------- | ----------- | ------------------------ |
| | Sergey Ogureshnikov | Kapusok                                  | Jan Lasak   | Játékvezető: Rick Looker |
| \| \| 0–1 \| 5:58 – Satan (Stumpel, Strbak) (PP) \| \| 9:47 – Ogorodnikov (Trochshinskiy, Pchelyakov) (PP) \| 1–1 \| \| \| \| 1–2 \| 23:17 – Palffy (Visnovsky, Stumpel) (PP) \| \| \| 1–3 \| 42:54 – Handzus (Zednik) \| |                     |                                          |             | Játékvezető: Rick Looker |
| 20 perc | Büntetések          | 12 perc                                  |             | Játékvezető: Rick Looker |
| 16 | Lövések             | 50                                       |             | Játékvezető: Rick Looker |
| | 0–1                 | 5:58 – Satan (Stumpel, Strbak) (PP)      |             | Játékvezető: Rick Looker |
| 9:47 – Ogorodnikov (Trochshinskiy, Pchelyakov) (PP) | 1–1                 |                                          |             | Játékvezető: Rick Looker |
| | 1–2                 | 23:17 – Palffy (Visnovsky, Stumpel) (PP) |             | Játékvezető: Rick Looker |
| | 1–3                 | 42:54 – Handzus (Zednik)                 |             |                          |

| 2005. május 10. 20:15 | Csehország | 5–1 (1–0, 2–1, 2–0) | Fehéroroszország | Wiener Stadthalle, Bécs Nézőszám: 6201 |

| Jegyzőkönyv | Jegyzőkönyv  | Jegyzőkönyv                 | Jegyzőkönyv     | Jegyzőkönyv               |
| --- | ------------ | --------------------------- | --------------- | ------------------------- |
| | Tomas Vokoun | Kapusok                     | Sergei Shabanov | Játékvezető: Rob Matsuoka |
| \| 16:28 – Cajanek (Rucinsky, Zidlicky) \| 1–0 \| \| \| 26:43 – Hlavac (Vyborny) \| 2–0 \| \| \| 32:46 – Jágr (Prospal, T. Kaberle) \| 3–0 \| \| \| \| 3–1 \| 37:59 – Koltsov (Tsyplakov) \| \| 46:42 – Straka (Jágr, T. Kaberle) \| 4–1 \| \| \| 49:21 – Varada (Vrbata, Vašíček \| 5–1 \| \| |              |                             |                 | Játékvezető: Rob Matsuoka |
| 8 perc | Büntetések   | 6 perc                      |                 | Játékvezető: Rob Matsuoka |
| 48 | Lövések      | 10                          |                 | Játékvezető: Rob Matsuoka |
| 16:28 – Cajanek (Rucinsky, Zidlicky) | 1–0          |                             |                 | Játékvezető: Rob Matsuoka |
| 26:43 – Hlavac (Vyborny) | 2–0          |                             |                 | Játékvezető: Rob Matsuoka |
| 32:46 – Jágr (Prospal, T. Kaberle) | 3–0          |                             |                 | Játékvezető: Rob Matsuoka |
| | 3–1          | 37:59 – Koltsov (Tsyplakov) |                 |                           |
| 46:42 – Straka (Jágr, T. Kaberle) | 4–1          |                             |                 |                           |
| 49:21 – Varada (Vrbata, Vašíček | 5–1          |                             |                 |                           |

### F csoport
| Csapat           | M | Gy | D | V | G+ | G- | Gk  | P |
| ---------------- | - | -- | - | - | -- | -- | --- | - |
| Svédország       | 5 | 4  | 0 | 1 | 23 | 13 | +10 | 8 |
| Kanada           | 5 | 3  | 1 | 1 | 18 | 14 | +4  | 7 |
| Egyesült Államok | 5 | 2  | 2 | 1 | 14 | 10 | +4  | 6 |
| Finnország       | 5 | 1  | 3 | 1 | 12 | 13 | –1  | 5 |
| Lettország       | 5 | 1  | 1 | 3 | 9  | 18 | –9  | 3 |
| Ukrajna          | 5 | 0  | 1 | 4 | 5  | 13 | –8  | 1 |

| 2005. május 6. 20:15 | Egyesült Államok | 4–4 (1–1, 0–0, 3–3) | Finnország | Olympiaworld, Innsbruck Nézőszám: 3540 |

| Jegyzőkönyv | Jegyzőkönyv | Jegyzőkönyv                             | Jegyzőkönyv      | Jegyzőkönyv              |
| --- | ----------- | --------------------------------------- | ---------------- | ------------------------ |
| | Ty Conklin  | Kapusok                                 | Niklas Backstrom | Játékvezető: Milan Minar |
| \| \| 0–1 \| 3:38 – Parssinen (Timonen) (PP) \| \| 12:30 – Park (Weight, Roach) (PP) \| 1–1 \| \| \| 45:16 – Hauer (Leopold) (PP) \| 2–1 \| \| \| 46:37 – Modano (Cole, Knuble) \| 3–1 \| \| \| \| 3–2 \| 46:53 – Hagman (Rita, Vaananen) \| \| \| 3–3 \| 53:10 – O. Jokinen (Peltonen, Nummelin) \| \| \| 3–4 \| 54:57 – Ruutu (Karalahti, Backstrom \| \| 59:20 – Parrish (Roach) \| 4–4 \| \| |             |                                         |                  | Játékvezető: Milan Minar |
| 8 perc | Büntetések  | 12 perc                                 |                  | Játékvezető: Milan Minar |
| 22 | Lövések     | 27                                      |                  | Játékvezető: Milan Minar |
| | 0–1         | 3:38 – Parssinen (Timonen) (PP)         |                  | Játékvezető: Milan Minar |
| 12:30 – Park (Weight, Roach) (PP) | 1–1         |                                         |                  | Játékvezető: Milan Minar |
| 45:16 – Hauer (Leopold) (PP) | 2–1         |                                         |                  | Játékvezető: Milan Minar |
| 46:37 – Modano (Cole, Knuble) | 3–1         |                                         |                  |                          |
| | 3–2         | 46:53 – Hagman (Rita, Vaananen)         |                  |                          |
| | 3–3         | 53:10 – O. Jokinen (Peltonen, Nummelin) |                  |                          |
| | 3–4         | 54:57 – Ruutu (Karalahti, Backstrom     |                  |                          |
| 59:20 – Parrish (Roach) | 4–4         |                                         |                  |                          |

| 2005. május 7. 16:15 | Lettország | 3–0 (0–0, 1–0, 2–0) | Ukrajna | Olympiaworld, Innsbruck Nézőszám: 4702 |

| Jegyzőkönyv | Jegyzőkönyv | Jegyzőkönyv | Jegyzőkönyv        | Jegyzőkönyv               |
| --- | ----------- | ----------- | ------------------ | ------------------------- |
| | Arturs Irbe | Kapusok     | Kostyantyn Simchuk | Játékvezető: Brent Reiber |
| \| 33:38 – Tamvijevs (Nizivijs, Semjonovs) \| 1–0 \| \| \| 45:15 – Skrastins (Ankipans, Cipulis) \| 2–0 \| \| \| 57:05 – Semjonovs (Tamvijevs) \| 3–0 \| \| |             |             |                    | Játékvezető: Brent Reiber |
| 4 perc | Büntetések  | 12 perc     |                    | Játékvezető: Brent Reiber |
| 30 | Lövések     | 17          |                    | Játékvezető: Brent Reiber |
| 33:38 – Tamvijevs (Nizivijs, Semjonovs) | 1–0         |             |                    | Játékvezető: Brent Reiber |
| 45:15 – Skrastins (Ankipans, Cipulis) | 2–0         |             |                    | Játékvezető: Brent Reiber |
| 57:05 – Semjonovs (Tamvijevs) | 3–0         |             |                    | Játékvezető: Brent Reiber |

| 2005. május 7. 20:15 | Kanada | 4–5 (2–1, 1–3, 1–1) | Svédország | Wiener Stadthalle, Bécs Nézőszám: 5558 |

| Jegyzőkönyv | Jegyzőkönyv    | Jegyzőkönyv                               | Jegyzőkönyv      | Jegyzőkönyv                     |
| --- | -------------- | ----------------------------------------- | ---------------- | ------------------------------- |
| | Martin Brodeur | Kapusok                                   | Henrik Lundqvist | Játékvezető: Vyacheslav Bulanov |
| \| 8:13 – Thornton (Gagne) \| 1–0 \| \| \| 8:48 – Heatley (Doan) \| 2–0 \| \| \| \| 2–1 \| 16:27 – D. Sedin (Samuelsson) \| \| 22:07 – Doan (Souray) \| 3–1 \| \| \| \| 3–2 \| 26:56 – Pahlsson (K. Jonsson, Nordstrom) \| \| \| 3–3 \| 28:14 – Samuelsson (K. Jonsson, Norstrom) \| \| \| 3–4 \| 38:27 – Zetterberg (Pahlsson, Hedstrom) \| \| 46:50 – Nash (Thornton, Gagne) (PP) \| 4–4 \| \| \| \| 4–5 \| 53:47 – K. Jonsson (Pahlsson, Norstrom) \| |                |                                           |                  | Játékvezető: Vyacheslav Bulanov |
| 16 perc | Büntetések     | 12 perc                                   |                  | Játékvezető: Vyacheslav Bulanov |
| 31 | Lövések        | 42                                        |                  | Játékvezető: Vyacheslav Bulanov |
| 8:13 – Thornton (Gagne) | 1–0            |                                           |                  | Játékvezető: Vyacheslav Bulanov |
| 8:48 – Heatley (Doan) | 2–0            |                                           |                  | Játékvezető: Vyacheslav Bulanov |
| | 2–1            | 16:27 – D. Sedin (Samuelsson)             |                  | Játékvezető: Vyacheslav Bulanov |
| 22:07 – Doan (Souray) | 3–1            |                                           |                  |                                 |
| | 3–2            | 26:56 – Pahlsson (K. Jonsson, Nordstrom)  |                  |                                 |
| | 3–3            | 28:14 – Samuelsson (K. Jonsson, Norstrom) |                  |                                 |
| | 3–4            | 38:27 – Zetterberg (Pahlsson, Hedstrom)   |                  |                                 |
| 46:50 – Nash (Thornton, Gagne) (PP) | 4–4            |                                           |                  |                                 |
| | 4–5            | 53:47 – K. Jonsson (Pahlsson, Norstrom)   |                  |                                 |

| 2005. május 8. 16:15 | Kanada | 3–3 (0–1, 1–1, 2–1) | Finnország | Olympiaworld, Innsbruck Nézőszám: 5333 |

| Jegyzőkönyv | Jegyzőkönyv    | Jegyzőkönyv                                | Jegyzőkönyv      | Jegyzőkönyv               |
| --- | -------------- | ------------------------------------------ | ---------------- | ------------------------- |
| | Roberto Luongo | Kapusok                                    | Niklas Backstrom | Játékvezető: Rudolf Lauff |
| \| \| 0–1 \| 11:00 – Hagman (O. Jokinen) \| \| \| 0–2 \| 24:02 – Hentunen (Kapanen, Parssinen) (PP) \| \| 39:10 – Redden (Heatley) \| 1–2 \| \| \| \| 1–3 \| 46:19 – Kallio (O. Jokinen) \| \| 48:58 – Nash (Gagne) \| 2–3 \| \| \| 49:49 – Marleau (Morrow) \| 3–3 \| \| |                |                                            |                  | Játékvezető: Rudolf Lauff |
| 8 perc | Büntetések     | 6 perc                                     |                  | Játékvezető: Rudolf Lauff |
| 24 | Lövések        | 31                                         |                  | Játékvezető: Rudolf Lauff |
| | 0–1            | 11:00 – Hagman (O. Jokinen)                |                  | Játékvezető: Rudolf Lauff |
| | 0–2            | 24:02 – Hentunen (Kapanen, Parssinen) (PP) |                  | Játékvezető: Rudolf Lauff |
| 39:10 – Redden (Heatley) | 1–2            |                                            |                  | Játékvezető: Rudolf Lauff |
| | 1–3            | 46:19 – Kallio (O. Jokinen)                |                  |                           |
| 48:58 – Nash (Gagne) | 2–3            |                                            |                  |                           |
| 49:49 – Marleau (Morrow) | 3–3            |                                            |                  |                           |

| 2005. május 8. 20:15 | Svédország | 1–5 (0–1, 0–2, 1–2) | Egyesült Államok | Olympiaworld, Innsbruck Nézőszám: 4708 |

| Jegyzőkönyv | Jegyzőkönyv      | Jegyzőkönyv                     | Jegyzőkönyv   | Jegyzőkönyv                  |
| --- | ---------------- | ------------------------------- | ------------- | ---------------------------- |
| | Henrik Lundqvist | Kapusok                         | Rick DiPietro | Játékvezető: Richard Schuetz |
| \| \| 0–1 \| 19:42 – Knuble (Miller, Modano) \| \| \| 0–2 \| 26:21 – Stastny (DiPietro) (SH) \| \| \| 0–3 \| 27:40 – Cole (Knuble) \| \| \| 0–4 \| 47:39 – Modano (Roach) \| \| \| 0–5 \| 48:43 – Gionta (Parise) \| \| 50:23 – Franzen (Hoglund, J. Jonsson) \| 1–5 \| \| |                  |                                 |               | Játékvezető: Richard Schuetz |
| 8 perc | Büntetések       | 16 perc                         |               | Játékvezető: Richard Schuetz |
| 28 | Lövések          | 20                              |               | Játékvezető: Richard Schuetz |
| | 0–1              | 19:42 – Knuble (Miller, Modano) |               | Játékvezető: Richard Schuetz |
| | 0–2              | 26:21 – Stastny (DiPietro) (SH) |               | Játékvezető: Richard Schuetz |
| | 0–3              | 27:40 – Cole (Knuble)           |               | Játékvezető: Richard Schuetz |
| | 0–4              | 47:39 – Modano (Roach)          |               |                              |
| | 0–5              | 48:43 – Gionta (Parise)         |               |                              |
| 50:23 – Franzen (Hoglund, J. Jonsson) | 1–5              |                                 |               |                              |

| 2005. május 9. 16:15 | Egyesült Államok | 1–1 (0–0, 0–1, 1–0) | Ukrajna | Olympiaworld, Innsbruck Nézőszám: 1909 |

| Jegyzőkönyv                                                                                  | Jegyzőkönyv | Jegyzőkönyv                      | Jegyzőkönyv        | Jegyzőkönyv               |
| -------------------------------------------------------------------------------------------- | ----------- | -------------------------------- | ------------------ | ------------------------- |
|                                                                                              | Ty Conklin  | Kapusok                          | Kostyantyn Simchuk | Játékvezető: Rudolf Lauff |
| \| \| 0–1 \| 30:15 – Kasianchuk (Semenchenko) \| \| 42:45 – Hauer (Weight) (PP) \| 1–1 \| \| |             |                                  |                    | Játékvezető: Rudolf Lauff |
| 12 perc                                                                                      | Büntetések  | 18 perc                          |                    | Játékvezető: Rudolf Lauff |
| 39                                                                                           | Lövések     | 9                                |                    | Játékvezető: Rudolf Lauff |
|                                                                                              | 0–1         | 30:15 – Kasianchuk (Semenchenko) |                    | Játékvezető: Rudolf Lauff |
| 42:45 – Hauer (Weight) (PP)                                                                  | 1–1         |                                  |                    | Játékvezető: Rudolf Lauff |

| 2005. május 9. 20:15 | Finnország | 0–0 (0–0, 0–0, 0–0) | Lettország | Wiener Stadthalle, Bécs Nézőszám: 2235 |

| Jegyzőkönyv | Jegyzőkönyv      | Jegyzőkönyv | Jegyzőkönyv | Jegyzőkönyv               |
| ----------- | ---------------- | ----------- | ----------- | ------------------------- |
|             | Niklas Backstrom | Kapusok     | Arturs Irbe | Játékvezető: Brent Reiber |
|             |                  |             |             | Játékvezető: Brent Reiber |
| 4 perc      | Büntetések       | 8 perc      |             | Játékvezető: Brent Reiber |
| 29          | Lövések          | 15          |             | Játékvezető: Brent Reiber |

| 2005. május 10. 16:15 | Ukrajna | 1–2 (1–1, 0–0, 0–1) | Kanada | Olympiaworld, Innsbruck Nézőszám: 2211 |

| Jegyzőkönyv | Jegyzőkönyv        | Jegyzőkönyv                         | Jegyzőkönyv    | Jegyzőkönyv                   |
| --- | ------------------ | ----------------------------------- | -------------- | ----------------------------- |
| | Kostyantyn Simchuk | Kapusok                             | Martin Brodeur | Játékvezető: Vladimir Sindler |
| \| \| 0–1 \| 6:43 – Morrison (Heatley, Doan) \| \| 10:43 – Sryubko (Savenko, Bobrovnikov) \| 1–1 \| \| \| \| 1–2 \| 49:54 – Nash (Jovanovski, Thornton) \| |                    |                                     |                | Játékvezető: Vladimir Sindler |
| 14 perc | Büntetések         | 8 perc                              |                | Játékvezető: Vladimir Sindler |
| 23 | Lövések            | 35                                  |                | Játékvezető: Vladimir Sindler |
| | 0–1                | 6:43 – Morrison (Heatley, Doan)     |                | Játékvezető: Vladimir Sindler |
| 10:43 – Sryubko (Savenko, Bobrovnikov) | 1–1                |                                     |                | Játékvezető: Vladimir Sindler |
| | 1–2                | 49:54 – Nash (Jovanovski, Thornton) |                | Játékvezető: Vladimir Sindler |

| 2005. május 10. 20:15 | Svédország | 9–1 (3–0, 2–0, 4–1) | Lettország | Wiener Stadthalle, Bécs Nézőszám: 2349 |

| Jegyzőkönyv | Jegyzőkönyv      | Jegyzőkönyv                        | Jegyzőkönyv                  | Jegyzőkönyv                  |
| --- | ---------------- | ---------------------------------- | ---------------------------- | ---------------------------- |
| | Henrik Lundqvist | Kapusok                            | Arturs Irbe Edgars Masalskis | Játékvezető: Richard Schuetz |
| \| 0:28 – Kronwall (Pahlsson, Alfredsson) \| 1–0 \| \| \| 14:47 – Alfredsson \| 2–0 \| \| \| 19:15 – Backman (Alfredsson, Hedstrom) (PP) \| 3–0 \| \| \| 21:05 – Rhodin (Alfredsson, Zetterberg) (PP) \| 4–0 \| \| \| 36:10 – Johansson (Samuelsson, Zetterberg) \| 5–0 \| \| \| 40:24 – J. Jonsson (Nordstrom, Johansson) \| 6–0 \| \| \| 46:41 – J. Jonsson (Nordstrom, Hoglund) \| 7–0 \| \| \| 47:01 – Nordstrom (Hoglund, Norstrom) \| 8–0 \| \| \| \| 8–1 \| 50:04 – Ziedins (Redlihs, Galvins) \| \| 52:50 – Hoglund (J. Jonsson, Norstrom) (PP) \| 9–1 \| \| |                  |                                    |                              | Játékvezető: Richard Schuetz |
| 14 perc | Büntetések       | 16 perc                            |                              | Játékvezető: Richard Schuetz |
| 31 | Lövések          | 20                                 |                              | Játékvezető: Richard Schuetz |
| 0:28 – Kronwall (Pahlsson, Alfredsson) | 1–0              |                                    |                              | Játékvezető: Richard Schuetz |
| 14:47 – Alfredsson | 2–0              |                                    |                              | Játékvezető: Richard Schuetz |
| 19:15 – Backman (Alfredsson, Hedstrom) (PP) | 3–0              |                                    |                              | Játékvezető: Richard Schuetz |
| 21:05 – Rhodin (Alfredsson, Zetterberg) (PP) | 4–0              |                                    |                              |                              |
| 36:10 – Johansson (Samuelsson, Zetterberg) | 5–0              |                                    |                              |                              |
| 40:24 – J. Jonsson (Nordstrom, Johansson) | 6–0              |                                    |                              |                              |
| 46:41 – J. Jonsson (Nordstrom, Hoglund) | 7–0              |                                    |                              |                              |
| 47:01 – Nordstrom (Hoglund, Norstrom) | 8–0              |                                    |                              |                              |
| | 8–1              | 50:04 – Ziedins (Redlihs, Galvins) |                              |                              |
| 52:50 – Hoglund (J. Jonsson, Norstrom) (PP) | 9–1              |                                    |                              |                              |

## A 13–16. helyért
A csoportkörból kiesők egy csoportban, körmérkőzéseket játszották egymással. A két első helyezett maradt a főcsoportban, a két utolsó kiesett a divízió I-be.

### G csoport
| A 2006-os jégkorong-világbajnokság résztvevője. |
| A 2006-os divízió I-es világbajnokságra került. |

| Csapat      | M | Gy | D | V | G+ | G- | Gk | P |
| ----------- | - | -- | - | - | -- | -- | -- | - |
| Szlovénia   | 3 | 2  | 0 | 1 | 11 | 14 | -3 | 4 |
| Dánia       | 3 | 2  | 0 | 1 | 10 | 9  | 1  | 4 |
| Németország | 3 | 1  | 1 | 1 | 13 | 6  | 7  | 3 |
| Ausztria    | 3 | 0  | 1 | 2 | 7  | 12 | -5 | 1 |

| 2005. május 6. 16:15 | Németország | 2–2 (2–0, 0–1, 0–1) | Ausztria | Wiener Stadthalle, Bécs Nézőszám: 6150 |

| Jegyzőkönyv | Jegyzőkönyv   | Jegyzőkönyv                           | Jegyzőkönyv     | Jegyzőkönyv               |
| --- | ------------- | ------------------------------------- | --------------- | ------------------------- |
| | Robert Muller | Kapusok                               | Bernd Brueckler | Játékvezető: Rob Matsuoka |
| \| 4:42 – Kathan (Felski, Barta) \| 1–0 \| \| \| 16:09 – Barta (Kathan) \| 2–0 \| \| \| \| 2–1 \| 22:24 – A. Lakos (Welser, Setzinger) \| \| \| 2–2 \| 51:06 – Welser (Lakos, Viveiros) (PP) \| |               |                                       |                 | Játékvezető: Rob Matsuoka |
| 12 perc | Büntetések    | 10 perc                               |                 | Játékvezető: Rob Matsuoka |
| 27 | Lövések       | 28                                    |                 | Játékvezető: Rob Matsuoka |
| 4:42 – Kathan (Felski, Barta) | 1–0           |                                       |                 | Játékvezető: Rob Matsuoka |
| 16:09 – Barta (Kathan) | 2–0           |                                       |                 | Játékvezető: Rob Matsuoka |
| | 2–1           | 22:24 – A. Lakos (Welser, Setzinger)  |                 | Játékvezető: Rob Matsuoka |
| | 2–2           | 51:06 – Welser (Lakos, Viveiros) (PP) |                 |                           |

| 2005. május 6. 16:15 | Szlovénia | 4–3 (0–3, 1–0, 3–0) | Dánia | Olympiaworld, Innsbruck Nézőszám: 3709 |

| Jegyzőkönyv | Jegyzőkönyv  | Jegyzőkönyv                           | Jegyzőkönyv  | Jegyzőkönyv                   |
| --- | ------------ | ------------------------------------- | ------------ | ----------------------------- |
| | Gaber Glavic | Kapusok                               | Peter Hirsch | Játékvezető: Vladimir Sindler |
| \| \| 0–1 \| 5:05 – Damgaard (Green, Andersen)(PP) \| \| \| 0–2 \| 11:55 – K. Degn (Green, Akesson) \| \| \| 0–3 \| 12:17 – Nielsen (Kjaergaard, Regin) \| \| 37:26 – Jan (Varl, Rodman) \| 1–3 \| \| \| 43:47 – Kopitar (Jan) \| 2–3 \| \| \| 44:10 – Rozic (Zagar, Razingar) \| 3–3 \| \| \| 51:15 – Terglav (Kontrec) (SH) \| 4–3 \| \| |              |                                       |              | Játékvezető: Vladimir Sindler |
| 20 perc | Büntetések   | 12 perc                               |              | Játékvezető: Vladimir Sindler |
| 24 | Lövések      | 30                                    |              | Játékvezető: Vladimir Sindler |
| | 0–1          | 5:05 – Damgaard (Green, Andersen)(PP) |              | Játékvezető: Vladimir Sindler |
| | 0–2          | 11:55 – K. Degn (Green, Akesson)      |              | Játékvezető: Vladimir Sindler |
| | 0–3          | 12:17 – Nielsen (Kjaergaard, Regin)   |              | Játékvezető: Vladimir Sindler |
| 37:26 – Jan (Varl, Rodman) | 1–3          |                                       |              |                               |
| 43:47 – Kopitar (Jan) | 2–3          |                                       |              |                               |
| 44:10 – Rozic (Zagar, Razingar) | 3–3          |                                       |              |                               |
| 51:15 – Terglav (Kontrec) (SH) | 4–3          |                                       |              |                               |

| 2005. május 8. 12:15 | Dánia | 4–3 (1–3, 2–0, 1–0) | Ausztria | Olympiaworld, Innsbruck Nézőszám: 5122 |

| Jegyzőkönyv | Jegyzőkönyv                 | Jegyzőkönyv                               | Jegyzőkönyv     | Jegyzőkönyv              |
| --- | --------------------------- | ----------------------------------------- | --------------- | ------------------------ |
| | Peter Hirsch Michael Madsen | Kapusok                                   | Bernd Brueckler | Játékvezető: Milan Minar |
| \| 1:20 – Nielsen (Regin) (SH) \| 1–0 \| \| \| \| 1–1 \| 11:05 – P. Lakos (Ulrich) \| \| \| 1–2 \| 18:06 – Unterluggauer (Ulrich, Kalt) (PP) \| \| \| 1–3 \| 18:39 – Robert Lukas (P. Lakos, Kaspitz) \| \| 32:02 – Grey (Smidt) \| 2–3 \| \| \| 36:03 – Green (Damgaard) \| 3–3 \| \| \| 47:41 – Nielsen (Akesson, Regin) (PP) \| 4–3 \| \| |                             |                                           |                 | Játékvezető: Milan Minar |
| 12 perc | Büntetések                  | 12 perc                                   |                 | Játékvezető: Milan Minar |
| 22 | Lövések                     | 30                                        |                 | Játékvezető: Milan Minar |
| 1:20 – Nielsen (Regin) (SH) | 1–0                         |                                           |                 | Játékvezető: Milan Minar |
| | 1–1                         | 11:05 – P. Lakos (Ulrich)                 |                 | Játékvezető: Milan Minar |
| | 1–2                         | 18:06 – Unterluggauer (Ulrich, Kalt) (PP) |                 | Játékvezető: Milan Minar |
| | 1–3                         | 18:39 – Robert Lukas (P. Lakos, Kaspitz)  |                 |                          |
| 32:02 – Grey (Smidt) | 2–3                         |                                           |                 |                          |
| 36:03 – Green (Damgaard) | 3–3                         |                                           |                 |                          |
| 47:41 – Nielsen (Akesson, Regin) (PP) | 4–3                         |                                           |                 |                          |

| 2005. május 9. 12:15 | Szlovénia | 1–9 (0–3, 0–5, 1–1) | Németország | Olympiaworld, Innsbruck Nézőszám: 2177 |

| Jegyzőkönyv | Jegyzőkönyv                 | Jegyzőkönyv                             | Jegyzőkönyv   | Jegyzőkönyv              |
| --- | --------------------------- | --------------------------------------- | ------------- | ------------------------ |
| | Gaber Glavic Andrej Hocevar | Kapusok                                 | Robert Muller | Játékvezető: Milan Minar |
| \| \| 0–1 \| 3:35 – Goc (SH) \| \| \| 0–2 \| 10:33 – Kreutzer (Schubert, Benda) (PP) \| \| \| 0–3 \| 19:32 – Hecht (Schubert) (PP) \| \| \| 0–4 \| 27:06 – Benda (Hecht) \| \| \| 0–5 \| 27:59 – Furchner (PP) \| \| \| 0–6 \| 28:46 – Hecht (Benda) \| \| \| 0–7 \| 30:58 – Boos (Lewandowski, Retzer)(PP) \| \| \| 0–8 \| 33:31 – Goc (Kreutzer) \| \| \| 0–9 \| 48:26 – Martinec (Ehrhoff, Schubert) \| \| 49:08 – Kontrec (Golicic) \| 1–9 \| \| |                             |                                         |               | Játékvezető: Milan Minar |
| 14 perc | Büntetések                  | 12 perc                                 |               | Játékvezető: Milan Minar |
| 20 | Lövések                     | 52                                      |               | Játékvezető: Milan Minar |
| | 0–1                         | 3:35 – Goc (SH)                         |               | Játékvezető: Milan Minar |
| | 0–2                         | 10:33 – Kreutzer (Schubert, Benda) (PP) |               | Játékvezető: Milan Minar |
| | 0–3                         | 19:32 – Hecht (Schubert) (PP)           |               | Játékvezető: Milan Minar |
| | 0–4                         | 27:06 – Benda (Hecht)                   |               |                          |
| | 0–5                         | 27:59 – Furchner (PP)                   |               |                          |
| | 0–6                         | 28:46 – Hecht (Benda)                   |               |                          |
| | 0–7                         | 30:58 – Boos (Lewandowski, Retzer)(PP)  |               |                          |
| | 0–8                         | 33:31 – Goc (Kreutzer)                  |               |                          |
| | 0–9                         | 48:26 – Martinec (Ehrhoff, Schubert)    |               |                          |
| 49:08 – Kontrec (Golicic) | 1–9                         |                                         |               |                          |

| 2005. május 10. 12:15 | Németország | 2–3 (1–1, 1–1, 0–1) | Dánia | Olympiaworld, Innsbruck Nézőszám: 2335 |

| Jegyzőkönyv | Jegyzőkönyv   | Jegyzőkönyv                              | Jegyzőkönyv  | Jegyzőkönyv                     |
| --- | ------------- | ---------------------------------------- | ------------ | ------------------------------- |
| | Robert Muller | Kapusok                                  | Peter Hirsch | Játékvezető: Vyacheslav Bulanov |
| \| 3:16 – Hecht (Schubert, Benda) (PP) \| 1–0 \| \| \| \| 1–1 \| 14:00 – Andreasen (Andersen, Green) (PP) \| \| 25:44 – Boos (Schuaer, Furchner) \| 2–1 \| \| \| \| 2–2 \| 36:08 – Grey (Schioldan) \| \| \| 2–3 \| 49:28 – K. Degn (Damgaard) \| |               |                                          |              | Játékvezető: Vyacheslav Bulanov |
| 14 perc | Büntetések    | 14 perc                                  |              | Játékvezető: Vyacheslav Bulanov |
| 38 | Lövések       | 22                                       |              | Játékvezető: Vyacheslav Bulanov |
| 3:16 – Hecht (Schubert, Benda) (PP) | 1–0           |                                          |              | Játékvezető: Vyacheslav Bulanov |
| | 1–1           | 14:00 – Andreasen (Andersen, Green) (PP) |              | Játékvezető: Vyacheslav Bulanov |
| 25:44 – Boos (Schuaer, Furchner) | 2–1           |                                          |              | Játékvezető: Vyacheslav Bulanov |
| | 2–2           | 36:08 – Grey (Schioldan)                 |              |                                 |
| | 2–3           | 49:28 – K. Degn (Damgaard)               |              |                                 |

| 2005. május 11. 20:15 | Ausztria | 2–6 (1–0, 0–3, 0–3) | Szlovénia | Olympiaworld, Innsbruck Nézőszám: 2827 |

| Jegyzőkönyv | Jegyzőkönyv                   | Jegyzőkönyv                              | Jegyzőkönyv  | Jegyzőkönyv                     |
| --- | ----------------------------- | ---------------------------------------- | ------------ | ------------------------------- |
| | Bernd Brueckler Jurgen Penker | Kapusok                                  | Gaber Glavic | Játékvezető: Vyacheslav Bulanov |
| \| 4:06 – Kaspitz (Peintner) \| 1–0 \| \| \| \| 1–1 \| 25:14 – Jan (Terglav, Kontrec) (PP) \| \| \| 1–2 \| 34:05 – Rodman (Razingar, Ciglenecki) \| \| \| 1–3 \| 36:48 – Razingar (Rodman, Glavic) \| \| 41:07 – Unterluggauer (Poeck, Trattnig \| 2–3 \| \| \| \| 2–4 \| 45:52 – Jan (Kontrec) \| \| \| 2–5 \| 49:25 – Jan (Kontrec, Terglav) \| \| \| 2–6 \| 51:41 – Dervaric (Terglav, Kontrec) (PP) \| |                               |                                          |              | Játékvezető: Vyacheslav Bulanov |
| 32 perc | Büntetések                    | 18 perc                                  |              | Játékvezető: Vyacheslav Bulanov |
| 38 | Lövések                       | 21                                       |              | Játékvezető: Vyacheslav Bulanov |
| 4:06 – Kaspitz (Peintner) | 1–0                           |                                          |              | Játékvezető: Vyacheslav Bulanov |
| | 1–1                           | 25:14 – Jan (Terglav, Kontrec) (PP)      |              | Játékvezető: Vyacheslav Bulanov |
| | 1–2                           | 34:05 – Rodman (Razingar, Ciglenecki)    |              | Játékvezető: Vyacheslav Bulanov |
| | 1–3                           | 36:48 – Razingar (Rodman, Glavic)        |              |                                 |
| 41:07 – Unterluggauer (Poeck, Trattnig | 2–3                           |                                          |              |                                 |
| | 2–4                           | 45:52 – Jan (Kontrec)                    |              |                                 |
| | 2–5                           | 49:25 – Jan (Kontrec, Terglav)           |              |                                 |
| | 2–6                           | 51:41 – Dervaric (Terglav, Kontrec) (PP) |              |                                 |

## Egyenes kieséses szakasz
|  |              |                  |              |            |   |             |             |            |               |               |               |       |       |
|  | Negyeddöntők | Negyeddöntők     | Negyeddöntők |            |   | Elődöntők   | Elődöntők   | Elődöntők  |               |               | Döntő         | Döntő | Döntő |
|  | Negyeddöntők | Negyeddöntők     | Negyeddöntők |            |   | Elődöntők   | Elődöntők   | Elődöntők  |               |               | Döntő         | Döntő | Döntő |
|  | május 17.    |                  |              |            |   |             |             |            |               |               |               |       |       |
|  |              |                  |              |            |   |             |             |            |               |               |               |       |       |
|  | F1           | Svédország       | 2            |            |   |             |             |            |               |               |               |       |       |
|  | F1           | Svédország       | 2            | május 14.  |   |             |             |            |               |               |               |       |       |
|  | E4           | Svájc            | 1            |            |   |             |             |            |               |               |               |       |       |
|  | E4           | Svájc            | 1            |            |   | Svédország  | Svédország  | 2          |               |               |               |       |       |
|  | május 17.    |                  |              |            |   | Svédország  | Svédország  | 2          |               |               |               |       |       |
|  |              |                  | Csehország   | Csehország | 3 |             |             |            |               |               |               |       |       |
|  | E2           | Csehország       | Csehország   | Csehország | 3 | 3           |             |            |               |               |               |       |       |
|  | E2           | Csehország       |              |            |   | 3           | május 15.   |            |               |               |               |       |       |
|  | F3           | Egyesült Államok | 2            |            |   |             |             |            |               |               |               |       |       |
|  | F3           | Egyesült Államok | 2            |            |   | Csehország  | Csehország  | 3          |               |               |               |       |       |
|  | május 18.    |                  |              |            |   | Csehország  | Csehország  | 3          |               |               |               |       |       |
|  |              |                  | Kanada       | Kanada     | 0 |             |             |            |               |               |               |       |       |
|  | F2           | Kanada           | Kanada       | Kanada     | 0 | 5           |             |            |               |               |               |       |       |
|  | F2           | Kanada           | május 14.    |            |   | 5           |             |            |               |               |               |       |       |
|  | E3           | Szlovákia        | 4            |            |   |             |             |            |               |               |               |       |       |
|  | E3           | Szlovákia        | 4            |            |   | Oroszország | Oroszország | 3          | Bronzmérkőzés | Bronzmérkőzés | Bronzmérkőzés |       |       |
|  | május 18.    |                  |              |            |   | Oroszország | Oroszország | 3          | Bronzmérkőzés | Bronzmérkőzés | Bronzmérkőzés |       |       |
|  |              |                  | Kanada       | Kanada     | 4 |             |             | május 15.  | május 15.     | május 15.     |               |       |       |
|  | E1           | Oroszország      | Kanada       | Kanada     | 4 | 4           |             | május 15.  | május 15.     | május 15.     |               |       |       |
|  | E1           | Oroszország      |              |            |   |             |             | Svédország | Svédország    | 3             |               |       |       |
|  | F4           | Finnország       | 3            |            |   |             |             | Svédország | Svédország    | 3             |               |       |       |
|  | F4           | Finnország       | 3            |            |   | Oroszország | Oroszország | 6          |               |               |               |       |       |
|  |              |                  |              |            |   | Oroszország | Oroszország | 6          |               |               |               |       |       |

### Negyeddöntők
| 2005. május 12. 16:15 | Csehország | 3–2 (sz.) (0–1, 0–1, 2–0) (h.u.: 0–0) (sz.: 1–0) | Egyesült Államok | Wiener Stadthalle, Bécs Nézőszám: 7700 |

| Jegyzőkönyv | Jegyzőkönyv  | Jegyzőkönyv                          | Jegyzőkönyv   | Jegyzőkönyv               |
| --- | ------------ | ------------------------------------ | ------------- | ------------------------- |
| | Tomas Vokoun | Kapusok                              | Rick DiPietro | Játékvezető: Rob Matsuoka |
| \| \| 0–1 \| 9:18 – Modano (Cole, Hauer) \| \| \| 0–2 \| 25:47 – Parrish (Parise, Hauer) (PP) \| \| 41:40 – Zidlicky (Vyborny) \| 1–2 \| \| \| 49:50 – Spacek (Hemsky) \| 2–2 \| \| \| 70:00 – Rucinsky (büntetőpárbaj) \| 3–2 \| \| |              |                                      |               | Játékvezető: Rob Matsuoka |
| 16 perc | Büntetések   | 12 perc                              |               | Játékvezető: Rob Matsuoka |
| 53 | Lövések      | 27                                   |               | Játékvezető: Rob Matsuoka |
| | 0–1          | 9:18 – Modano (Cole, Hauer)          |               | Játékvezető: Rob Matsuoka |
| | 0–2          | 25:47 – Parrish (Parise, Hauer) (PP) |               | Játékvezető: Rob Matsuoka |
| 41:40 – Zidlicky (Vyborny) | 1–2          |                                      |               | Játékvezető: Rob Matsuoka |
| 49:50 – Spacek (Hemsky) | 2–2          |                                      |               |                           |
| 70:00 – Rucinsky (büntetőpárbaj) | 3–2          |                                      |               |                           |

| 2005. május 12. 16:15 | Kanada | 5–4 (2–2, 1–1, 2–1) | Szlovákia | Olympiaworld, Innsbruck Nézőszám: 5300 |

| Jegyzőkönyv | Jegyzőkönyv    | Jegyzőkönyv                               | Jegyzőkönyv | Jegyzőkönyv                   |
| --- | -------------- | ----------------------------------------- | ----------- | ----------------------------- |
| | Martin Brodeur | Kapusok                                   | Jan Lasak   | Játékvezető: Thomas Andersson |
| \| \| 0–1 \| 0:45 – Gaborik (Palffy, Visnovsky) \| \| 5:52 – Heatley (Fisher) (PP) \| 1–1 \| \| \| \| 1–2 \| 8:22 – Handzus (Bartecko, Lasak) \| \| 16:47 – Smyth (Heatley, Marleau) (PP) \| 2–2 \| \| \| 24:21 – Gagne (Nash) \| 3–2 \| \| \| \| 3–3 \| 34:08 – Demitra (Strbak, Visnovsky) (PP2) \| \| \| 3–4 \| 43:46 – Demitra (Hossa) (SH) \| \| 48:15 – Gagne (Nash, Thornton) \| 4–4 \| \| \| 55:38 – Thornton (Nash, Gagne) \| 5–4 \| \| |                |                                           |             | Játékvezető: Thomas Andersson |
| 14 perc | Büntetések     | 28 perc                                   |             | Játékvezető: Thomas Andersson |
| 33 | Lövések        | 25                                        |             | Játékvezető: Thomas Andersson |
| | 0–1            | 0:45 – Gaborik (Palffy, Visnovsky)        |             | Játékvezető: Thomas Andersson |
| 5:52 – Heatley (Fisher) (PP) | 1–1            |                                           |             | Játékvezető: Thomas Andersson |
| | 1–2            | 8:22 – Handzus (Bartecko, Lasak)          |             | Játékvezető: Thomas Andersson |
| 16:47 – Smyth (Heatley, Marleau) (PP) | 2–2            |                                           |             |                               |
| 24:21 – Gagne (Nash) | 3–2            |                                           |             |                               |
| | 3–3            | 34:08 – Demitra (Strbak, Visnovsky) (PP2) |             |                               |
| | 3–4            | 43:46 – Demitra (Hossa) (SH)              |             |                               |
| 48:15 – Gagne (Nash, Thornton) | 4–4            |                                           |             |                               |
| 55:38 – Thornton (Nash, Gagne) | 5–4            |                                           |             |                               |

| 2005. május 12. 20:15 | Oroszország | 4–3 (sz.) (2–3, 1–0, 0–0) (h.u.: 0–0) (sz.: 1–0) | Finnország | Wiener Stadthalle, Bécs Nézőszám: 7530 |

| Jegyzőkönyv | Jegyzőkönyv      | Jegyzőkönyv                                 | Jegyzőkönyv      | Jegyzőkönyv               |
| --- | ---------------- | ------------------------------------------- | ---------------- | ------------------------- |
| | Makszim Szokolov | Kapusok                                     | Niklas Backstrom | Játékvezető: Brent Reiber |
| \| \| 0–1 \| 7:34 – Pakaslahti (Karalahti, Rita) \| \| \| 0–2 \| 12:13 – Hentunen (PP) \| \| 16:03 – Ovecskin (Afinogenov, Ryazantsev) \| 1–2 \| \| \| 17:45 – Gusev (Kovaljov) (PP) \| 2–2 \| \| \| \| 2–3 \| 18:52 – Timonen (O. Jokinen, Peltonen) (PP) \| \| 31:04 – Dacjuk (SH) \| 3–3 \| \| \| 70:00 – Afinogenov (büntetőpárbaj) \| 4–3 \| \| |                  |                                             |                  | Játékvezető: Brent Reiber |
| 18 perc | Büntetések       | 12 perc                                     |                  | Játékvezető: Brent Reiber |
| 43 | Lövések          | 27                                          |                  | Játékvezető: Brent Reiber |
| | 0–1              | 7:34 – Pakaslahti (Karalahti, Rita)         |                  | Játékvezető: Brent Reiber |
| | 0–2              | 12:13 – Hentunen (PP)                       |                  | Játékvezető: Brent Reiber |
| 16:03 – Ovecskin (Afinogenov, Ryazantsev) | 1–2              |                                             |                  | Játékvezető: Brent Reiber |
| 17:45 – Gusev (Kovaljov) (PP) | 2–2              |                                             |                  |                           |
| | 2–3              | 18:52 – Timonen (O. Jokinen, Peltonen) (PP) |                  |                           |
| 31:04 – Dacjuk (SH) | 3–3              |                                             |                  |                           |
| 70:00 – Afinogenov (büntetőpárbaj) | 4–3              |                                             |                  |                           |

| 2005. május 12. 16:15 | Svédország | 2–1 (1–1, 1–0, 0–0) | Svájc | Olympiaworld, Innsbruck Nézőszám: 5103 |

| Jegyzőkönyv | Jegyzőkönyv      | Jegyzőkönyv                           | Jegyzőkönyv   | Jegyzőkönyv              |
| --- | ---------------- | ------------------------------------- | ------------- | ------------------------ |
| | Henrik Lundqvist | Kapusok                               | Martin Gerber | Játékvezető: Milan Minar |
| \| \| 0–1 \| 1:20 – Pluss (Ruthemann, Streit) (PP) \| \| 6:45 – Kronwall (Hedstrom, Zetterberg) \| 1–1 \| \| \| 24:43 – D. Sedin (Kronwall, J. Jonsson) \| 2–1 \| \| |                  |                                       |               | Játékvezető: Milan Minar |
| 22 perc | Büntetések       | 14 perc                               |               | Játékvezető: Milan Minar |
| 36 | Lövések          | 20                                    |               | Játékvezető: Milan Minar |
| | 0–1              | 1:20 – Pluss (Ruthemann, Streit) (PP) |               | Játékvezető: Milan Minar |
| 6:45 – Kronwall (Hedstrom, Zetterberg) | 1–1              |                                       |               | Játékvezető: Milan Minar |
| 24:43 – D. Sedin (Kronwall, J. Jonsson) | 2–1              |                                       |               | Játékvezető: Milan Minar |

### Elődöntők
| 2005. május 14. 16:15 | Oroszország | 3–4 (0–3, 2–1, 1–0) | Kanada | Wiener Stadthalle, Bécs Nézőszám: 7500 |

| Jegyzőkönyv | Jegyzőkönyv      | Jegyzőkönyv                              | Jegyzőkönyv    | Jegyzőkönyv                   |
| --- | ---------------- | ---------------------------------------- | -------------- | ----------------------------- |
| | Makszim Szokolov | Kapusok                                  | Martin Brodeur | Játékvezető: Hannu Henriksson |
| \| \| 0–1 \| 1:38 – Redden (Thornton) \| \| \| 0–2 \| 5:46 – Souray (Thornton, Gagne) \| \| \| 0–3 \| 10:37 – Heatley (Doan, Boyle) (PP2) \| \| \| 0–4 \| 21:40 – Jovanovski (Nash, Thornton) (PP) \| \| 34:22 – Szjomin (Jasin) \| 1–4 \| \| \| 39:18 – Jasin \| 2–4 \| \| \| 46:27 – Ovecskin (Fedorov, Malkin) \| 3–4 \| \| |                  |                                          |                | Játékvezető: Hannu Henriksson |
| 34 perc | Büntetések       | 10 perc                                  |                | Játékvezető: Hannu Henriksson |
| 42 | Lövések          | 25                                       |                | Játékvezető: Hannu Henriksson |
| | 0–1              | 1:38 – Redden (Thornton)                 |                | Játékvezető: Hannu Henriksson |
| | 0–2              | 5:46 – Souray (Thornton, Gagne)          |                | Játékvezető: Hannu Henriksson |
| | 0–3              | 10:37 – Heatley (Doan, Boyle) (PP2)      |                | Játékvezető: Hannu Henriksson |
| | 0–4              | 21:40 – Jovanovski (Nash, Thornton) (PP) |                |                               |
| 34:22 – Szjomin (Jasin) | 1–4              |                                          |                |                               |
| 39:18 – Jasin | 2–4              |                                          |                |                               |
| 46:27 – Ovecskin (Fedorov, Malkin) | 3–4              |                                          |                |                               |

| 2005. május 14. 20:15 | Svédország | 2–3 (h.u.) (0–0, 1–1, 1–1) (h.u. 0–1) | Csehország | Wiener Stadthalle, Bécs Nézőszám: 7791 |

| Jegyzőkönyv | Jegyzőkönyv      | Jegyzőkönyv               | Jegyzőkönyv  | Jegyzőkönyv              |
| --- | ---------------- | ------------------------- | ------------ | ------------------------ |
| | Henrik Lundqvist | Kapusok                   | Tomas Vokoun | Játékvezető: Rick Looker |
| \| 31:39 – Hoglund (Norstrom) \| 1–0 \| \| \| \| 1–1 \| 35:03 – Cajanek (Sykora) \| \| \| 1–2 \| 45:16 – Straka (Prospal) \| \| 52:03 – D. Sedin (H. Sedin) (PP) \| 2–2 \| \| \| \| 2–3 \| 64:43 – Dvorak (Zidlicky) \| |                  |                           |              | Játékvezető: Rick Looker |
| 12 perc | Büntetések       | 14 perc                   |              | Játékvezető: Rick Looker |
| 34 | Lövések          | 31                        |              | Játékvezető: Rick Looker |
| 31:39 – Hoglund (Norstrom) | 1–0              |                           |              | Játékvezető: Rick Looker |
| | 1–1              | 35:03 – Cajanek (Sykora)  |              | Játékvezető: Rick Looker |
| | 1–2              | 45:16 – Straka (Prospal)  |              | Játékvezető: Rick Looker |
| 52:03 – D. Sedin (H. Sedin) (PP) | 2–2              |                           |              |                          |
| | 2–3              | 64:43 – Dvorak (Zidlicky) |              |                          |

### Bronzmérkőzés
| 2005. május 15. 16:15 | Svédország | 3–6 (2–3, 0–3, 1–0) | Oroszország | Wiener Stadthalle, Bécs Nézőszám: 7889 |

| Jegyzőkönyv | Jegyzőkönyv                      | Jegyzőkönyv                           | Jegyzőkönyv      | Jegyzőkönyv               |
| --- | -------------------------------- | ------------------------------------- | ---------------- | ------------------------- |
| | Henrik Lundqvist Johan Holmqvist | Kapusok                               | Makszim Szokolov | Játékvezető: Brent Reiber |
| \| \| 0–1 \| 1:02 – Afinogenov (Ovecskin, Malkin) \| \| \| 0–2 \| 3:58 – Afinogenov (Ovecskin) \| \| 8:11 – Sundin (H. Sedin) (PP) \| 1–2 \| \| \| \| 1–3 \| 15:24 – Kovaljov (Dacjuk, Markov) \| \| 13:13 – Zetterberg (Johansson, Hedstrom) \| 2–3 \| \| \| \| 2–4 \| 21:33 – Ovecskin (Ryazantsev, Malkin) \| \| \| 2–5 \| 25:57 – Jasin \| \| \| 2–6 \| 28:43 – Szjomin (Afinogenov) \| \| 42:46 – H. Sedin (Samuelsson, D. Sedin) \| 3–6 \| \| |                                  |                                       |                  | Játékvezető: Brent Reiber |
| 12 perc | Büntetések                       | 12 perc                               |                  | Játékvezető: Brent Reiber |
| 23 | Lövések                          | 32                                    |                  | Játékvezető: Brent Reiber |
| | 0–1                              | 1:02 – Afinogenov (Ovecskin, Malkin)  |                  | Játékvezető: Brent Reiber |
| | 0–2                              | 3:58 – Afinogenov (Ovecskin)          |                  | Játékvezető: Brent Reiber |
| 8:11 – Sundin (H. Sedin) (PP) | 1–2                              |                                       |                  | Játékvezető: Brent Reiber |
| | 1–3                              | 15:24 – Kovaljov (Dacjuk, Markov)     |                  |                           |
| 13:13 – Zetterberg (Johansson, Hedstrom) | 2–3                              |                                       |                  |                           |
| | 2–4                              | 21:33 – Ovecskin (Ryazantsev, Malkin) |                  |                           |
| | 2–5                              | 25:57 – Jasin                         |                  |                           |
| | 2–6                              | 28:43 – Szjomin (Afinogenov)          |                  |                           |
| 42:46 – H. Sedin (Samuelsson, D. Sedin) | 3–6                              |                                       |                  |                           |

### Döntő
| 2005. május 15. 20:15 | Csehország | 3–0 (1–0, 0–0, 2–0) | Kanada | Wiener Stadthalle, Bécs Nézőszám: 7999 |

| Jegyzőkönyv | Jegyzőkönyv  | Jegyzőkönyv | Jegyzőkönyv    | Jegyzőkönyv                   |
| --- | ------------ | ----------- | -------------- | ----------------------------- |
| | Tomas Vokoun | Kapusok     | Martin Brodeur | Játékvezető: Thomas Andersson |
| \| 4:13 – Prospal (Rucinsky, Jágr) \| 1–0 \| \| \| 43:12 – Rucinsky (Jágr, Cajanek) \| 2–0 \| \| \| 59:07 – Vašíček (EN) \| 3–0 \| \| |              |             |                | Játékvezető: Thomas Andersson |
| 20 perc | Büntetések   | 30 perc     |                | Játékvezető: Thomas Andersson |
| 27 | Lövések      | 29          |                | Játékvezető: Thomas Andersson |
| 4:13 – Prospal (Rucinsky, Jágr) | 1–0          |             |                | Játékvezető: Thomas Andersson |
| 43:12 – Rucinsky (Jágr, Cajanek) | 2–0          |             |                | Játékvezető: Thomas Andersson |
| 59:07 – Vašíček (EN) | 3–0          |             |                | Játékvezető: Thomas Andersson |

| A 2005-ös IIHF jégkorong-világbajnokság győztese |
| ------------------------------------------------ |
| · Csehország · 5. cím                            |

## Végeredmény
| Hely | Csapat           |
| ---- | ---------------- |
|      | Csehország       |
|      | Kanada           |
|      | Oroszország      |
| 4.   | Svédország       |
| 5.   | Szlovákia        |
| 6.   | Egyesült Államok |
| 7.   | Finnország       |
| 8.   | Svájc            |
| 9.   | Lettország       |
| 10.  | Fehéroroszország |
| 11.  | Ukrajna          |
| 12.  | Kazahsztán       |
| 13.  | Szlovénia        |
| 14.  | Dánia            |
| 15.  | Németország      |
| 16.  | Ausztria         |